# Kriegsschuldfrage
Vous lisez un « article de qualité » labellisé en 2008.

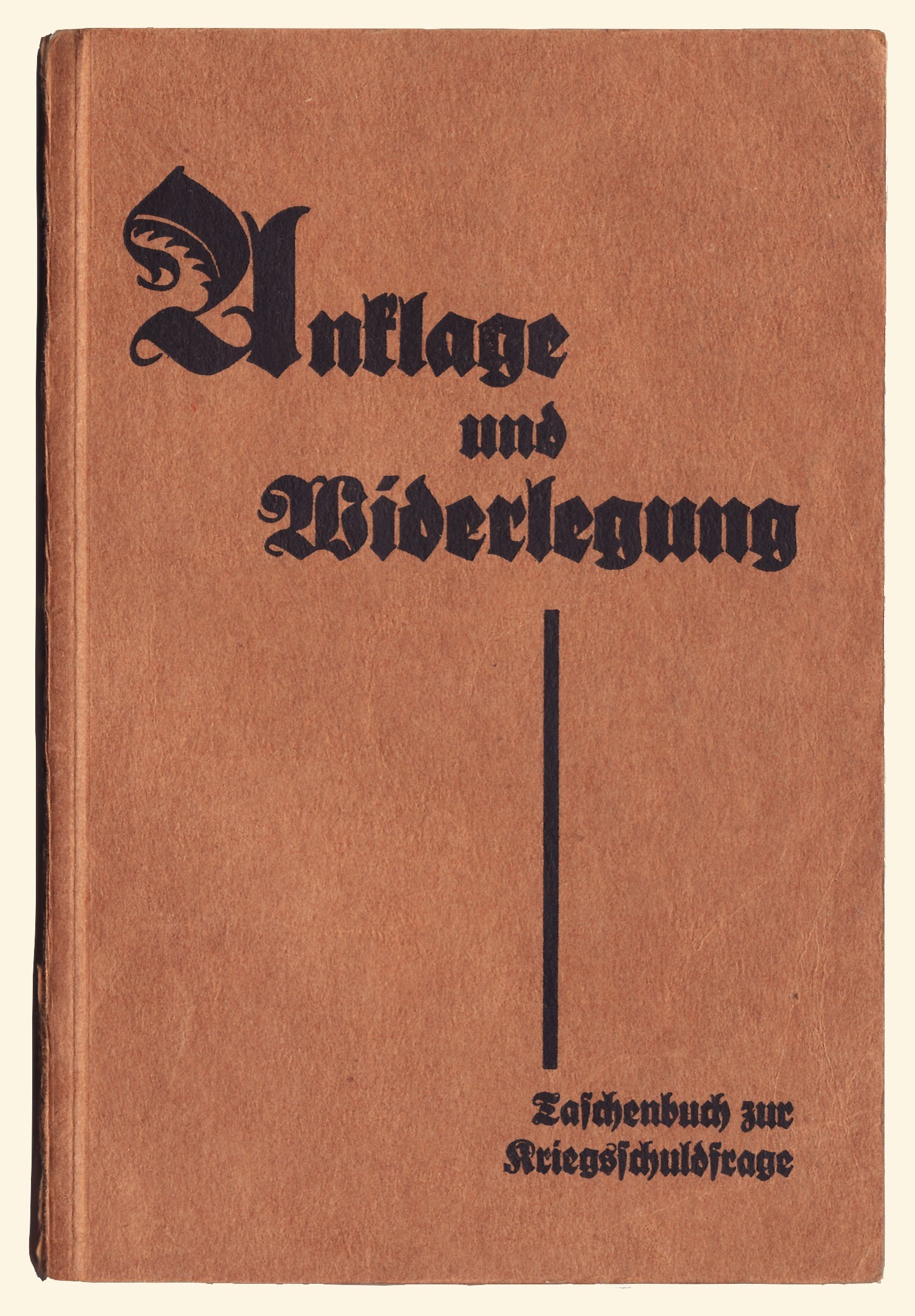
Couverture du livre Anklage und Widerlegung de Hans Draeger, symbole de la discussion autour de la Kriegsschuldfrage dans l'Allemagne de la république de Weimar qui s'est principalement articulée autour de la réfutation de l'accusation portée par le traité de Versailles et les Alliés en général.

La Kriegsschuldfrage (littéralement « question de la responsabilité dans la guerre ») est le débat public en Allemagne, pour la plus grande partie pendant la république de Weimar, pour établir la part de responsabilité allemande dans la Première Guerre mondiale. S'articulant en plusieurs phases, déterminées en grande partie par le retentissement du traité de Versailles et l'attitude des vainqueurs, ce débat a également eu lieu dans d'autres pays impliqués dans le conflit, comme la France et la Grande-Bretagne.
Le débat autour de la Kriegsschuldfrage a mobilisé les historiens, comme Hans Delbrück, Wolfgang J. Mommsen, Gerhard Hirschfeld ou Fritz Fischer, mais aussi un cercle bien plus large, comprenant de nombreux intellectuels, comme Kurt Tucholsky ou Siegfried Jacobsohn, et l'opinion publique. L'histoire de la république de Weimar a été imprégnée de part en part par la Kriegsschuldfrage : fondée peu de temps avant la signature du traité de Versailles, elle incarnera jusqu'à sa disparition ce débat qui sera repris comme argument de campagne par les nationaux-socialistes.
Si la Kriegsschuldfrage a permis de rechercher les origines profondes de la Première Guerre mondiale, non sans provoquer de nombreuses polémiques, elle a également permis de dégager d'autres aspects du conflit, comme le rôle des masses et la question du Sonderweg. Ce débat, qui a bloqué de nombreuses années la progression politique allemande, a également montré que les hommes politiques, comme Gustav Stresemann, ont pu se confronter au problème de la responsabilité en faisant avancer la réflexion générale, sans transiger sur les intérêts allemands.
Depuis 1945, de nombreux débats semblables ont eu lieu, le concept concernant plus particulièrement la Première Guerre mondiale.

## Fondements

### Propagande de guerre

Carte présentant le Plan Schlieffen.

Sur le plan du droit international de l'époque, la guerre d'agression est un procédé légal mais condamné moralement. Les gouvernements impliqués se lancent au cours de la guerre dans la publication de documents diplomatiques, soigneusement choisis, pour prouver qu'ils ont eux-mêmes essayé de désamorcer le conflit mais les ennemis l'avaient déclenché. L'invasion de la Belgique est, pour la Triple-Entente, le signe que l'Allemagne dans la Première Guerre mondiale est l'agresseur mais, pour le gouvernement allemand, la mobilisation russe était le prélude à une invasion. La déclaration de guerre lors de la crise de juillet 1914 aurait évité l'encerclement par l'alliance franco-russe. La Oberste Heeresleitung (Commandement suprême de l'armée allemande) a donc justifié ainsi l'application du Plan Schlieffen et sa volonté d'obtenir rapidement une paix victorieuse.
Le 4 août 1914, Theobald von Bethmann Hollweg justifie la violation de la neutralité belge devant le Reichstag :

« Nous nous trouvons à présent en état de légitime défense, et nécessité fait loi. Nos troupes ont occupé le Luxembourg, peut-être déjà foulé le territoire belge. Messieurs, cela va à l'encontre des lois du droit international. Le tort – je parle franchement – le tort que nous commettons par cette action, nous le réparerons aussitôt que notre but militaire aura été atteint. »

Seuls quelques hommes politiques reconnaissent une part de faute dans la guerre. Le premier ministre hongrois István Tisza avait refusé l'ultimatum austro-hongrois à la Serbie à cause du risque de guerre. En automne 1914, il rejette la responsabilité de l'escalade du conflit sur le ministre des affaires étrangères austro-hongrois, Leopold Berchtold, et sur le gouvernement allemand.
Avoir été soi-même agressé est une justification de nécessité de politique intérieure. Les socialistes français et sociaux-démocrates allemands manifestaient encore à la fin de juillet 1914. Au Royaume-Uni, la propension à la guerre était faible. L'Allemagne était divisée entre des masses urbaines, enthousiasmées, et une population rurale, sceptique et indifférente. Tous sont conscients que pour rallier la population à la guerre, il faut mettre l'innocence de son pays en avant, et les livres diplomatiques y contribuent.

### Soutenir la guerre
Presque tous les historiens du Reich allemand, comme Georg von Below, Otto Hintze, Erich Marcks, Friedrich Meinecke, Hermann Oncken, ont soutenu le régime dans la guerre en représentant l'histoire nationale de manière nationaliste. Un grand nombre d'artistes et d'écrivains comme Ludwig Fulda soutiennent la propagande, visant à prouver l'innocence dans la guerre. Le Manifeste des 93 de septembre 1914, signé par des Prix Nobel, des philosophes, des artistes, des médecins et des enseignants de renommée internationale, a un fort retentissement à l'étranger.
En raison de l'Union sacrée et du vote des crédits de guerre le 4 août 1914, qui permettent la mobilisation totale de l'armée du Reich, la question de la responsabilité n'est abordée au sein des sociaux-démocrates que par quelques socialistes révolutionnaires. Comme la plupart des Allemands, la gauche modérée croit que l'Empire russe a déclenché la guerre et donc forcé les Allemands à mener une guerre défensive. C'est sur cette base que le Parti social-démocrate majoritaire d'Allemagne (Mehrheitssozialdemokratische Partei Deutschlands ou MSPD), le Fortschrittspartei libéral et le Zentrum catholique votent une résolution de paix le 19 juillet 1917 au Reichstag pour amener l'OHL (Oberste Heeresleitung) à renoncer à la guerre sous-marine à outrance mais également pour amener les Alliés à mettre fin au blocus maritime et obtenir des garanties de droit international pour l'intégrité allemande. Dans cette résolution, les députés appellent à la réconciliation et envisagent, entre autres, la création d'organisations juridiques internationales. Toutefois, ils affirment également que l'Allemagne continuera le combat tant qu'elle et ses alliés seront « envahis et violés ». Sans les garanties de droit international, la guerre devait être poursuivie : « Dans son unité, le peuple allemand est invincible ».

### Voix contre la guerre
Dès les déclarations de guerre, des doutes s'élèvent concernant la part de responsabilité du Reich allemand. La propagande, l'union sacrée tout comme la censure de la presse empêchent ces doutes d'apparaître au sein de l'opinion publique. Jusqu'en automne 1918, il est interdit aux pacifistes de propager leurs convictions sous peine de lourdes peines, comme celle de haute trahison pouvant aller jusqu'à la peine de mort. C'est en Suisse que beaucoup de ces adversaires persécutés amorceront un débat sur la responsabilité allemande en plein cœur de la guerre.

#### Socialistes

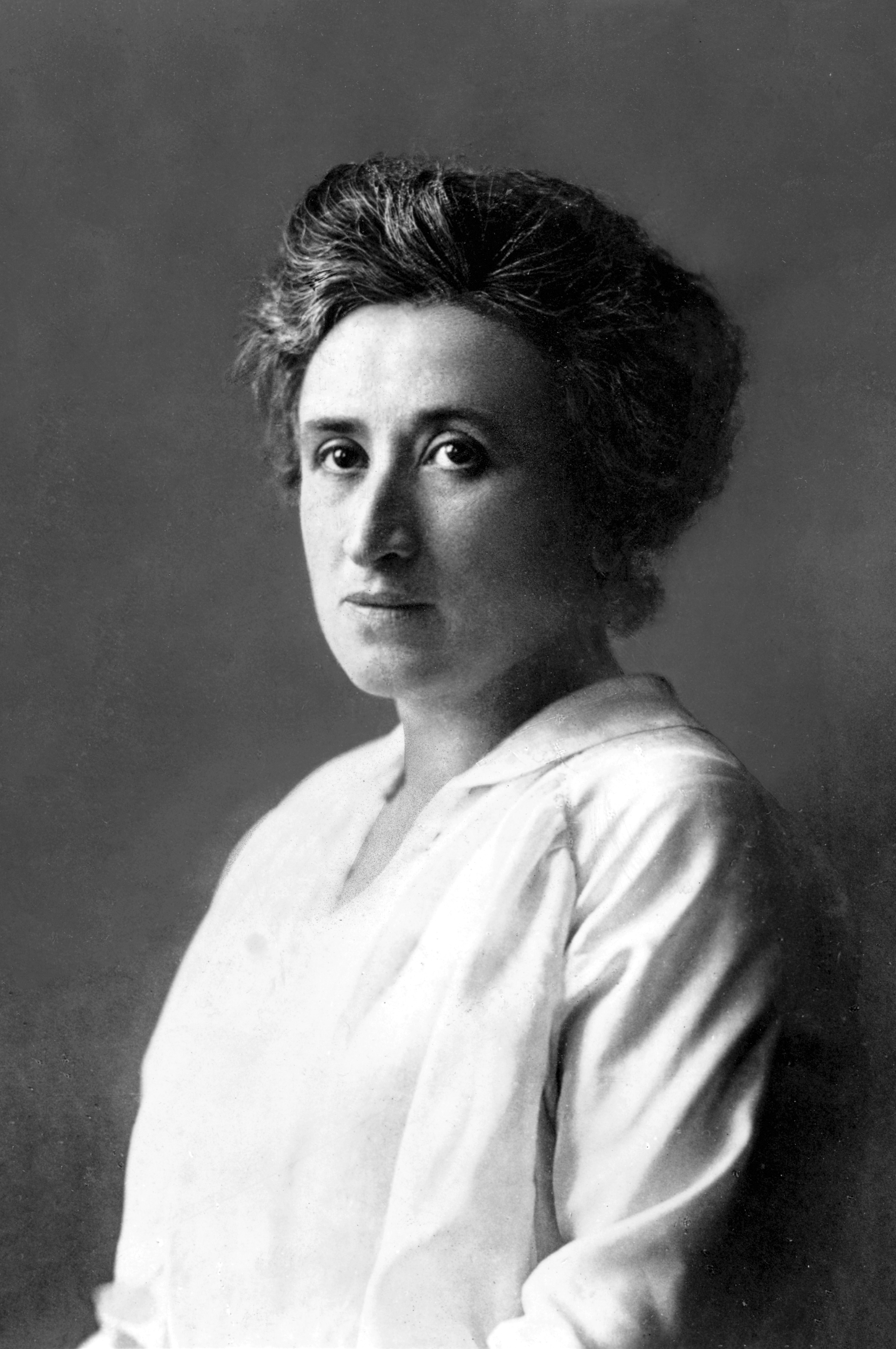
Portrait de Rosa Luxemburg.

Quelques socialistes révolutionnaires du SPD contre la guerre se rassemblent le 5 août 1914 dans le Groupe international. La fondatrice de ce mouvement, Rosa Luxemburg, accuse le SPD dans une brochure publiée en juin 1916 d'avoir une part de responsabilité capitale dans la guerre mondiale. Le parti des classes ouvrières aurait dû reconnaître à temps les signes de la guerre, qui s'annonçait, et les faire connaître.
À partir de 1915, d'autres membres du SPD retirent leur soutien à la guerre. À travers une étude de documents émanant d'États impliqués dans la guerre, Kurt Eisner arrive à la conclusion que le 'Reich' a un rôle déterminant dans le déclenchement du conflit. En 1917, le mémoire du diplomate Karl Max von Lichnowsky confirme ses dires, tout comme la déclaration du directeur des entreprises Krupp Johann Wilhelm Muehlon, qui avait démissionné à cause de la responsabilité allemande.
L'USPD, fondé en 1917, exige la fin de la guerre et refuse la résolution de paix du Reichstag. La Ligue spartakiste appelle en décembre 1917 à des grèves massives sur tout le territoire pour en finir avec les massacres. Le gouvernement allemand aurait déclenché la guerre, qui était conséquence de l'impérialisme européen, que seule une révolution sociale pouvait renverser. Une paix partielle avec la Russie ne ferait que prolonger la guerre et permettre une nouvelle offensive à l'Ouest. Le programme du parti communiste du 14 décembre 1918 proclame :

« Mais les Hohenzollern n'ont jamais été que les gérants de la bourgeoisie impérialiste et des Junkers. La bourgeoisie, la classe dominante, tel est le véritable responsable de la guerre mondiale en Allemagne aussi bien qu'en France, en Russie comme en Angleterre, en Europe comme en Amérique. Ce sont les capitalistes de tous les pays qui ont donné le signal du massacre des peuples. »

La Ligue exige de profonds changements dans la société comme l'expropriation des banques et des industries lourdes ainsi que la démocratisation de l'armée.

#### Pacifistes
La Deutsche Friedensgesellschaft, fondée en 1892, avait revendiqué des traités internationaux pour réglementer les armements. Elle appelle les gouvernements en guerre à mener des négociations et à renoncer aux conquêtes et aux colonies sans toutefois remettre en cause le droit à l'autodéfense ou revendiquer l'objection de conscience ou l'éviction des élites militaires. Son cofondateur Richard Grelling se montre toutefois convaincu de la responsabilité allemande dans son écrit J'accuse de 1915.
À partir de 1914, le Bund Neues Vaterland, fondé depuis peu, s'engage contre les partisans de l'annexion réunis au sein de l'Alldeutschen Verband afin d'obtenir la paix et des traités internationaux. Pour rallier le gouvernement à sa cause, il ne met pas en avant la Kriegsschuldfrage mais sera toutefois interdit en 1916.
Le pacifiste radical et anti-militariste Fritz Küster désigne le gouvernement allemand comme coupable depuis l'occupation de la Belgique. Il réfute la thèse de l'invasion et n'approuve pas les crédits de guerre. Pour lui, la renaissance allemande doit passer par la reconnaissance de la responsabilité et la punition des coupables. C'est pourquoi il milite pour une « véritable révolution de la conscience » et pour la rupture avec l'esprit guerrier pour établir la paix.
Hugo Ball écrit un article intitulé Das wahre Gesicht consacré à la Kriegsschuldfrage en 1915 à Zurich. En 1918, il devient rédacteur de la Freie Zeitung suisse l, fondée par le diplomate allemand Hans Schlieben, dans laquelle beaucoup d'adversaires à la guerre se sont prononcés : Ernst Bloch, le couple Goll, Carl von Ossietzky, Franz Werfel et Else Lasker-Schüler. Les autorités allemandes financent à partir d'août 1917 le journal Das Freie Wort.
Les pacifistes saluent le programme des Quatorze points de Wilson du président américain Woodrow Wilson du 18 janvier 1918, qui affirme le droit des peuples à disposer d'eux-mêmes, sans aborder la question de la responsabilité allemande. Ce n'est qu'après la proposition d'armistice du gouvernement allemand, le 3 octobre 1918, que Wilson exigera l'abdication de l'empereur Guillaume II comme condition préalable à toute négociation.

## République de Weimar

### Révolution de novembre

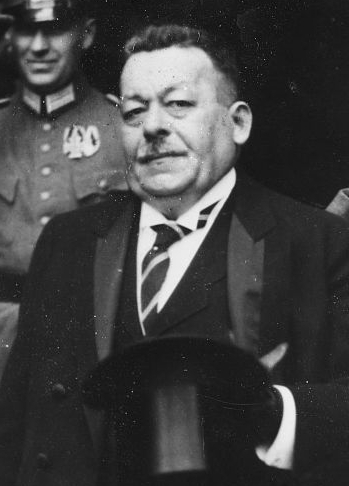
Friedrich Ebert, premier chancelier après l'abdication de Guillaume II

Les conseils d'ouvriers et de soldats formés lors de la Révolution de novembre renvoient la faute de la guerre sur les élites et souhaitent leur éviction totale. La condamnation de certaines personnes va de pair avec l'abolition de la monarchie. Les officiers sont, la plupart du temps destitués et désarmés, mais ni arrêtés ni tués. Seul le conseil central de marine formé le 9 novembre 1918 à Kiel et le conseil d'ouvriers et de soldats de Munich formé le 12 décembre de la même année exigent un tribunal civil pour enquêter sur les personnes responsables de la guerre et les condamner. Sont concernées la Oberste Heeresleitung mais également juges martiaux, qui ont condamné à mort des soldats et des déserteurs.
Le 25 novembre 1918, Kurt Eisner, récemment élu Ministerpräsident de Bavière, fait paraître dans la presse des extraits de documents secrets de l'ambassade bavaroise à Berlin pour prouver la responsabilité allemande. Il espère ainsi briser l'isolement allemand sur la scène internationale, convaincre les Alliés que l'Allemagne a changé de visage et obtenir de meilleures conditions de paix pour la Bavière. Eisner veut également démontrer au peuple qu'il avait été trompé sur les véritables buts de guerre par le gouvernement du Reich et les militaires et que seule la relève des élites militaires et administratives peut permettre une démocratisation durable.
Le gouvernement provisoire, présidé par Friedrich Ebert, tout comme la majorité des membres de la République des conseils de Bavière, rejette l'initiative d'Eisner. Pour bien des médias de droite et de militaires bavarois et prussiens, Eisner fait figure de traître. Au congrès international des socialistes de Bern (du 3 au 10 février 1919), il exige de nouveau la reconnaissance de la responsabilité allemande et propose de reconstruire les territoires étrangers détruits par la guerre. Tandis que le Parti communiste d'Allemagne et le Parti social-démocrate indépendant d'Allemagne saluent cette proposition, le ministère des affaires étrangères, le Parti social-démocrate d'Allemagne et des médias bourgeois conservateurs reprochent à Eisner de trahir les intérêts allemands, par sa naïveté politique, et de donner aux Alliés une raison de poursuivre leur politique de revanche. Les Alliés ne s'intéressent pas à Eisner, qui est assassiné le 21 février 1919 par un nationaliste. Ce n'est que dans les années 1960 que quelques historiens reconnaîtront son geste isolé comme une opposition à la politique du gouvernement de l'époque et comme un apport au rapprochement des peuples.

### Traité de Versailles

#### Bilan et clauses du traité

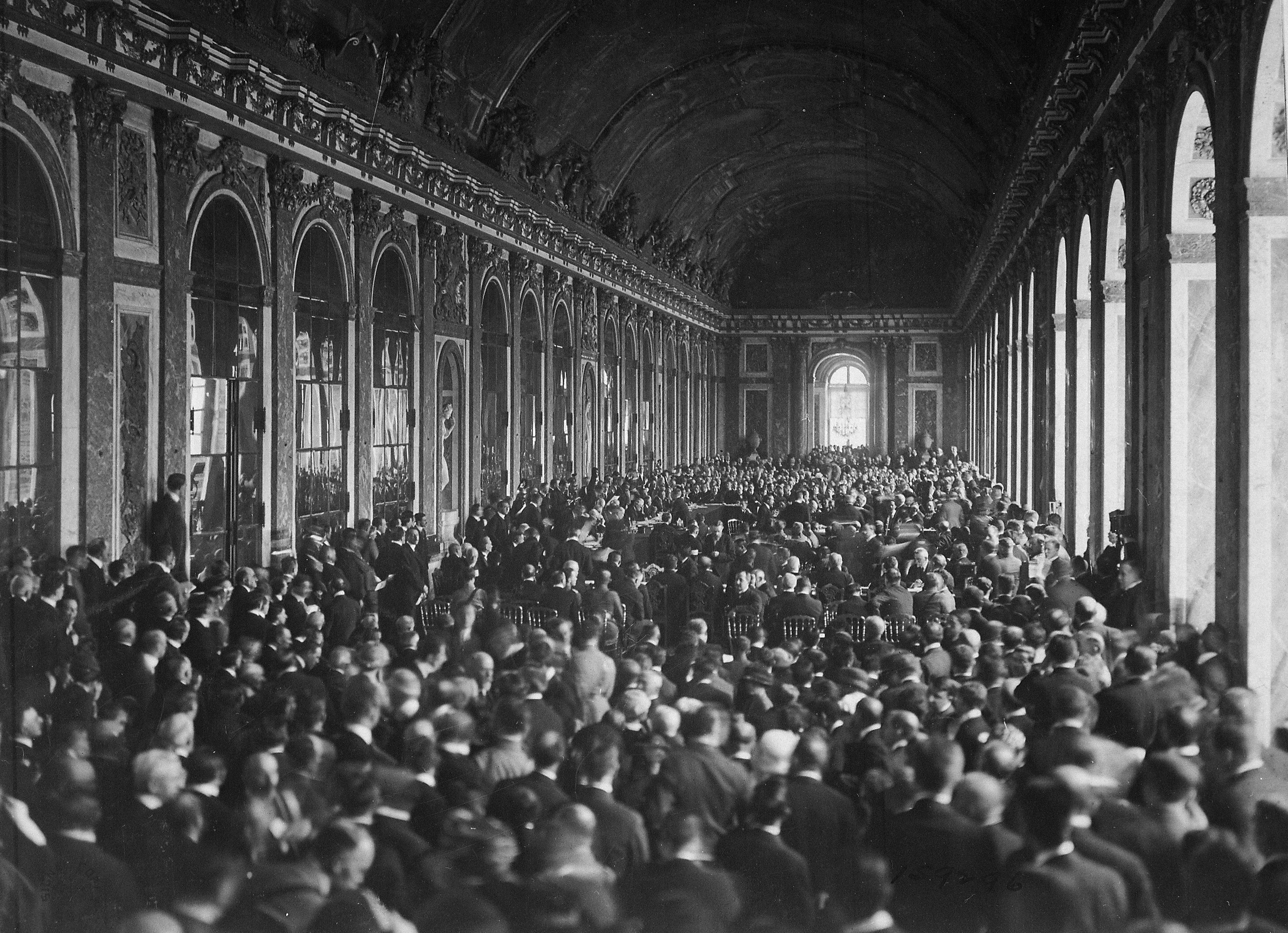
Signature du traité de Versailles dans la Galerie des Glaces en 1919.

Les quatre grandes puissances conduites par Woodrow Wilson pour les Américains, Georges Clemenceau pour les Français, Lloyd George pour les Britanniques et Vittorio Orlando pour les Italiens se réunissent afin de préparer le traité de paix. Au lieu de rester fidèle au programme des 14 points de Wilson, la vision européenne s'impose rapidement. Les décisions sont prises sans l'Allemagne, qui est exclue des débats. La France, qui a servi de champ de bataille principal, veut s'assurer par l'entremise de Clemenceau une paix de revanche : « L'heure est venue du lourd règlement de comptes ». Le traité de Versailles est avant tout un traité de peur : chaque ancien ennemi essaie de protéger son pays. Les Alliés se conduisent d'ailleurs toujours en ennemis lorsqu'ils présentent les conditions de paix à la délégation allemande enfin invitée le 7 mai 1919. Le délai pour la ratification est de quinze jours ; au-delà, les opérations militaires pourraient reprendre.
Un des moyens de s'assurer une sécurité passe pour les Alliés par l'affaiblissement de l'Allemagne qui tire en grande partie sa force de son économie et de son territoire. Le traité compte de nombreuses clauses territoriales et économiques. En devant renoncer à un septième de son territoire, l'Allemagne perd un dixième de sa population, ce qui a des répercussions sur sa main-d'œuvre. La perte de plusieurs parties du territoire, comme la Haute-Silésie, entraîne une perte de 75 % de sa production de minerai de fer, 30 % de celle de fonte et un quart de celle de charbon, autant de richesses qui rendront plus difficiles la reconversion et la relance de son économie. Selon l'article 231, l'Allemagne et ses alliés sont accusés d'être « responsables, pour les avoir causés, de toutes les pertes et de tous les dommages subis par les Gouvernements alliés et associés et leurs nationaux en conséquence de la guerre qui leur a été imposée par l'agression de l'Allemagne et de ses alliés ». La responsabilité de la guerre incombant à l'Allemagne, qui doit payer des réparations de guerre. La Sarre est livrée à la France, qui s'octroie le droit exclusif d'exploitation des mines de charbon, selon l'article 48. L'Allemagne doit également livrer des locomotives, des bateaux de commerce, 360 millions de tonnes de charbon et des wagons. Dès 1921, une somme de réparations de 132 milliards de Goldmarks est fixée. L'Allemagne est fortement sanctionnée territorialement et économiquement. Les Alliés la privent même d'une partie de sa souveraineté en réduisant par exemple l'armée à 100 000 hommes et en interdisant la conscription.
Le retentissement de ces clauses est immense. Le traité ressemble davantage à une revanche qu'à un traité de paix.

#### Réception du traité en Allemagne
Avant la signature du traité le 28 juin 1919, le gouvernement du Reich parle déjà d'un ébranlement. Le président Friedrich Ebert parle le 6 février 1919, lors de l'ouverture du Reichstag de « plans de rage et de viol ». L'Allemagne est abasourdie par les conditions du traité. Le gouvernement clame que c'est une manœuvre pour prendre son honneur au peuple allemand. Le retentissement du traité est tout d'abord moral. La punition morale est plus lourde à supporter que la punition matérielle. Les clauses qui réduisent le territoire, l'économie et la souveraineté sont vues comme des moyens de faire plier l'Allemagne moralement. La nouvelle république de Weimar souligne l'injustice inouïe du traité qui est qualifié « d'acte de violence » et de Diktat. L'article 231, qui pose la responsabilité de l'Allemagne, déchaîne la haine du gouvernement et de la population.
Pour le ministre des affaires étrangères, Brockdorff-Rantzau, la reconnaissance de l'unique faute de l'Allemagne est un mensonge. Il démissionne d'ailleurs en juin 1919 pour ne pas avoir à signer le traité, qui porte en lui le germe de la réfutation. Brockdorff-Rantzau avait d'ailleurs dit devant les Alliés à Versailles : « Mais aussi dans la manière de faire la guerre l'Allemagne n'a pas commis seule des fautes, chaque nation en a commis. Je ne veux pas répondre aux reproches par des reproches, mais, si on nous demande de faire amende honorable, il ne faut pas oublier l'armistice ». La violence avec laquelle le traité est imposé force les Allemands à le réfuter. De par sa nature, le traité prive la République de Weimar de toute confrontation historique avec sa propre histoire. La thèse de la responsabilité tire sa force du fait que, pour la première fois, la responsabilité d'un pays est fixée officiellement.

### Traitement de laKriegsschuldfrage

#### Projets antérieurs au Traité de Versailles

##### Appels à un tribunal international
Tandis que des représentants des communistes et des socialistes indépendants rejettent la faute morale sur l'État-Major impérial, le gouvernement provisoire exige à Berlin au début de 1919 une cour de justice neutre internationale pour que la Kriegsschuldfrage soit traitée de manière séparée. C'est dans cette même optique que quelques libéraux-nationaux comme Max von Baden, Paul Rohrbach, Max Weber, Friedrich Meinecke, Ernst Troeltsch, Lujo Brentano et Conrad Haußmann fondent une « communauté de travail pour la politique du droit » (Arbeitsgemeinschaft für Politik des Rechts), appelée aussi « Réunion de Heidelberg » (Heidelberger Vereinigung). Elle essaie d'expliquer scientifiquement les événements et veut faire déterminer la part de responsabilité de chacun par un tribunal d'arbitrage. Elle remet, toutefois, d'emblée en cause la politique de l'Entente envers l'Allemagne et combat encore avant la signature du Traité de Versailles le mensonge lié à la responsabilité de la guerre (Kriegsschuldlüge). L'organisation envoie à Versailles une délégation réfutant les thèses de responsabilité prononcées par les Alliés dans un mémoire, le Denkschrift zur Prüfung der Kriegsschuldfrage.

##### Kriegsschuldreferatet projet Landsberg

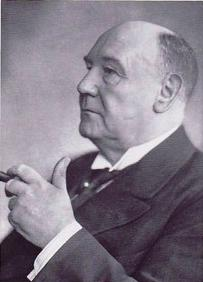
Wilhelm Solf, inspirateur du projet Landsberg

La vague de protestation née après la signature du traité de Versailles est très forte. La République de Weimar essaie de se confronter à la Kriegsschuldfrage et c'est à travers le ministère des affaires étrangères que le débat va pouvoir être amorcé au niveau officiel. Le « Kriegsschuldreferat » (littéralement « Exposé sur la question de la responsabilité dans la guerre ») de 1919 est sa première initiative. Il résulte d'une consultation faite depuis la fin 1918. Son but est de « collecter et examiner tous les actes et publications… qui concernent de manière directe et indirecte les accusations de responsabilité des vainqueurs ». La réfutation marque cette réflexion, qui se révèle vite n'être que le reflet de la censure interne, en se contentant de ne retenir que ce qui va dans le bon sens. L'historien allemand Theodor Schieder écrira plus tard que « la recherche n'était à l'origine qu'un prolongement de la guerre avec d'autres moyens ». Lors de la conférence de Paris, il n'est pas tenu compte de la documentation préparée par le Kriegsschuldreferat.
Le 12 mars 1919, le ministre de la Justice Otto Landsberg propose un projet de loi pour instituer un tribunal international pour analyser les événements avant et pendant la guerre. Ce projet trouve son origine dans une proposition faite par le secrétaire d'état aux affaires étrangères Wilhelm Solf le 29 novembre 1918. Pour Solf, la création d'une commission neutre est le seul moyen d'apporter la paix sur le plan international, de créer les garanties durables contre de possibles guerres et de rétablir la confiance des peuples. La proposition de Solf s'appuie sur l'analyse de la situation politique et les négociations entre les puissances en juillet 1914 et des positions prises par ces gouvernements. Ainsi Solf pose les fondements d'une recherche scientifique neutre qui doit apporter à terme une « image complète et fidèle à la réalité ». C'est pourquoi il propose de publier l'ensemble des actes des puissances impliquées dans la guerre, en allant même jusqu'à vouloir interroger les personnalités ayant déterminé l'histoire de leur pays propre au moment du déclenchement de la guerre et tout témoin ayant des preuves importantes. Peu de représentants sociaux-démocrates soutiennent le projet, une exception étant Philipp Scheidemann. Le projet Landsberg est refusé par les Alliés, qui exigent que les grands criminels de guerre allemands leur soient livrés, et abandonnent cette idée en 1922.

#### Initiatives du Ministère des Affaires étrangères
La réfutation de l'article 231 et plus généralement du traité devient le leitmotiv de la réflexion sur la Schuldfrage. Le refus du projet Landsberg a transposé la commission d'enquête neutre sur le terrain national. Le Reichstag diligente une commission parlementaire le 21 août 1919 dont les buts sont :
- « Mise en lumière des événements qui en juillet 1914 ont conduit au déclenchement de la guerre à la suite de l'attentat de Sarajevo »[39].
- « Mise en lumière de l'ensemble des possibilités d'arriver à des négociations de paix et mise en lumière des raisons ayant fait échouer de telles possibilités ou des plans et décisions du côté allemand ou plutôt si des pourparlers ont eu lieu, quelles sont les raisons pour leur échec »[40].
- « Mise en lumière des mesures guerrières qui étaient interdites selon le droit international… Mise en lumière des mesures de guerre économiques contraires au droit international sur le front, dans les territoires occupés »[41].

Selon le ministre de l'intérieur, Hugo Preuß, ces enquêtes doivent empêcher qu'en Allemagne, « des hommes qui ont une part de faute dans son destin difficile retrouvent leur fonction et leur dignité ou exercent une quelconque influence publique ».
La commission se veut neutre mais être juge et partie pose des doutes. Sous les auspices du ministère des affaires étrangères, les dossiers sur les prémisses de la guerre sont préparés en vue d'une future publication. Cette préparation, qualifiée de « dilatoire » par Ulrich Heinemann, est constamment repoussée. Ces documents présentent, en effet, une vérité qui aurait pu nuire à certains hommes politiques, fonctionnaires et militaires. Peu à peu se forge un mensonge que la république met en scène. Le 10 décembre 1919, ils sont enfin publiés, et le gouvernement allemand exige que la même chose soit faite dans les autres pays. On assiste à un refoulement des événements, la République minimisant les conséquences de la guerre. En 1921, la Zentralstelle für Erforschung der Kriegsursachen (Bureau central pour la recherche des causes de guerre) est fondée. Chargée de « rallier l'opinion publique de l'étranger et de l'intérieur à l'idée de la nécessité de clarification du problème de la responsabilité ». Cette volonté de porter la réfutation de la Kriegsschuldfrage à un niveau international est servie par des spécialistes, comme Alfred von Wegerer. En 1932, la commission parlementaire veut publier cinq volumes comportant des documents, des témoignages, des experts sur les buts de guerre allemands, le Kriegsschuldreferat s'y oppose en mettant son véto.

### Propagande organisée

#### Die Zentralstelle für Erforschung der Kriegsursachen(ou "bureau central de recherches sur les causes de la guerre")

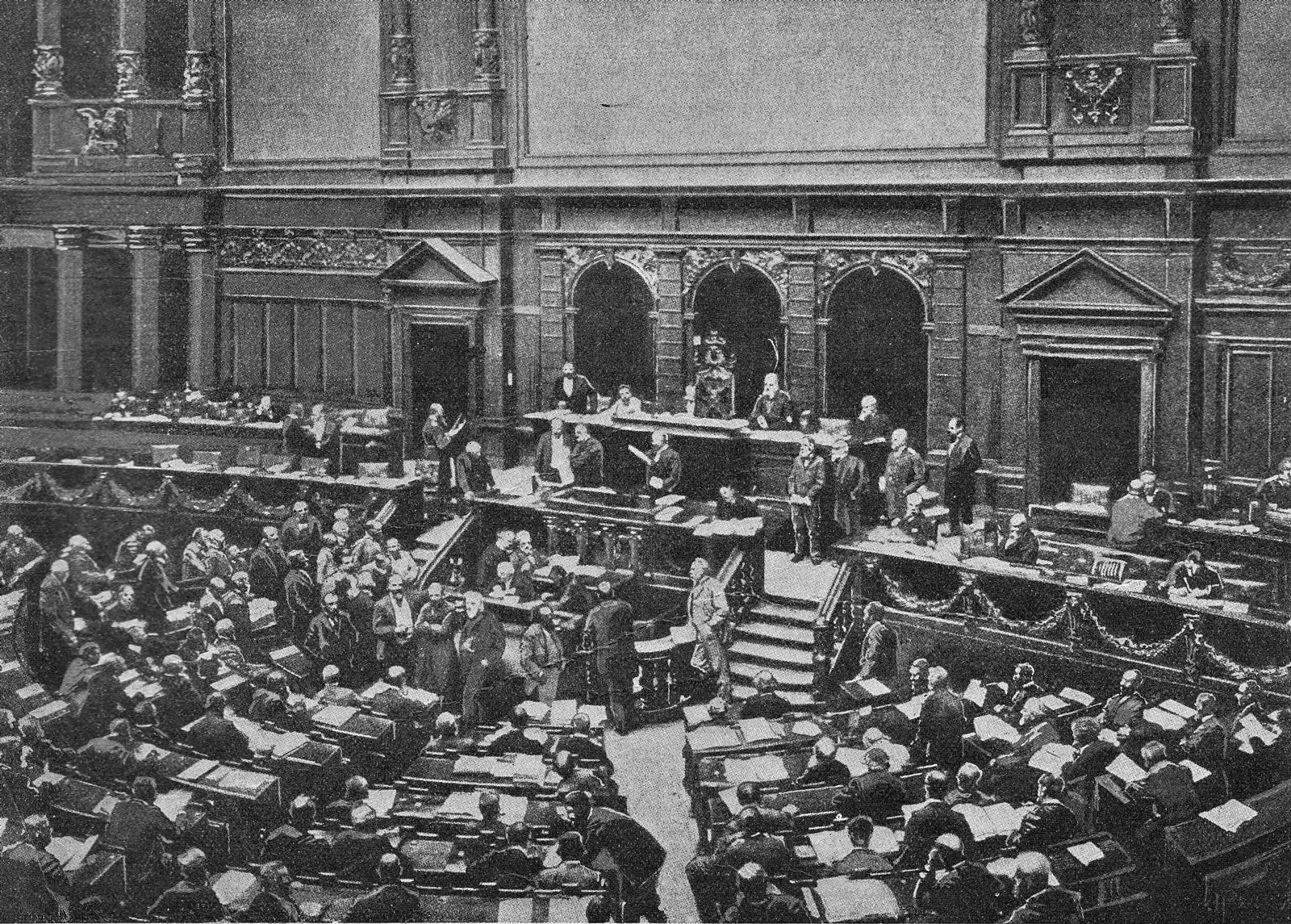
Au plus haut niveau de la République de Weimar, on organise la perception de la Kriegsschuldfrage

Depuis 1919, les instances politiques de la République de Weimar savent que la Kriegsschuldfrage serait le centre de leur politique. Hans Freytag, le directeur responsable du Kriegsschuldsreferat, explique que « la problématique de la responsabilité en ce qui concerne la guerre et la conception de la future politique étrangère allemande étaient étroitement liées ». La conception de Freytag est à rattacher au traité de Versailles et, plus particulièrement, à l'exclusion de l'Allemagne du concert des nations. Cette dernière n'est pas autorisée à entrer à la Société des Nations. Pour retrouver un rang diplomatique, l'Allemagne doit réfuter ce qui lui est reproché et convaincre les autres pays du bien-fondé de cette réfutation. La Zentralstelle für Erforschung der Kriegsursachen l'orchestrera. Ses membres gravitent dans le cercle de ceux qui, depuis le début, étaient chargés d'examiner la Kriegsschuldfrage, comme Eugen Fischer-Baling, le secrétaire de la commission parlementaire, et Max von Montgelas, qui en faisait également partie. Les organisations créées par la République vont de pair.
La Zentralstelle dispose d'une revue pour propager ses thèses : die Kriegsschuldfrage. Son éditeur, Alfred von Wegerer, est un ancien général d'état-major. Des chercheurs de toutes nationalités, rétribués par le ministère, peuvent y contribuer s'ils soutiennent les idées officielles. Certains ne sont pas historiens, comme Bernhard Schwertfeger et Hermann Lutz. Seuls quelques historiens spécialisés apporteront quelques contributions, comme Hans Delbrück, Johannes Haller, Fritz Hartung, Hans Herzfeld, Hermann Oncken, Hans Rothfels, Dietrich Schäfer et Friedrich Thimme. La dernière rubrique de la revue est dédiée à une revue de presse, où tout article intéressant est recensé, comme « Mommsen explique qu'aujourd'hui la lutte contre la thèse de responsabilité du Traité de Versailles, à l'exception de quelques marginaux, a convaincu l'ensemble des Allemands quelle que soit leur appartenance politique ». La Zentralstelle s'applique à collecter toutes les preuves apparentes de l'innocence allemande. En 1922, le Kriegsschuldreferat fait publier les documents collectionnés, dans une collection de 40 volumes, sous les titres Deutsche Dokumente zum Kriegsausbruch et Große Politik der Europäischen Kabinette 1871-1914. La Russie et la Serbie y sont présentées comme responsables majeures de la guerre.
En 1929, la revue change de nom et s'appelle désormais Berliner Monatshefte. Pour ses auteurs, aucune nation ne porte désormais la faute de la guerre, qui est due au destin. Rothfels, Herzfeld et (depuis 1928) Gerhard Ritter contestent le fait qu'une entente avec la Grande-Bretagne entre 1890 et 1914 ait été possible. Le chancelier Bethmann Hollweg l'aurait trop espérée, au lieu de consolider ses forces armées. À l'opposé, Hans Delbrück et Friedrich Meinecke croient que les chances d'un rapprochement anglo-germanique ont été gâchées par le Reich allemand.

#### Les gouvernements et la propagande

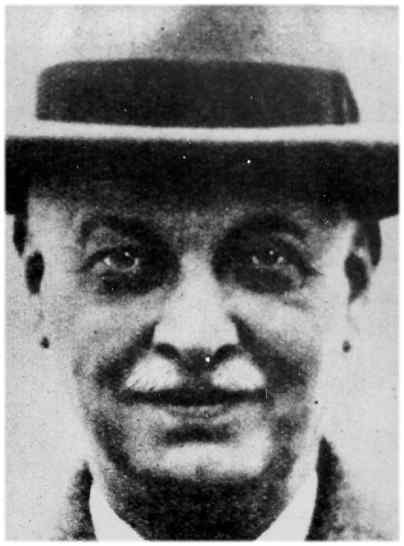
Wilhelm Cuno, membre de lArbeitsauschuss Deutscher Verbände, avait été expert financier au Traité de Versailles

En soutenant la propagande, les gouvernements formés des partis les plus différents l'ont renforcée. Un des motifs qui revient le plus souvent à travers les discours officiels est celui du désintérêt de l'opinion publique en Europe pour la question de la responsabilité. Au cours d'un discours lors d'une fête du Arbeitsausschuss Deutscher Verbände (littéralement, Commission de travail des fédérations allemandes) le 13 juin 1922, Walther Rathenau explique : « Le chemin de la vérité est long. Il est d'autant plus long que le manque d'intérêt européen s'est habitué à considérer les questions qui pour nous sont vitales comme résolues et le jugement de l'histoire comme prononcé ». Rathenau qui parle du Traité de Versailles comme d'un « tribunal incompétent » n'est pas le seul homme politique à prendre position. Gustav Stresemann, alors député et membre du Parti populaire allemand, dit que l'on doit refuser toute sentence dans un procès où l'accusé n'est pas entendu et où les parties sont juge et partie. Il explique également dans un autre discours que l'Allemagne est prête à se soumettre à une cour de justice internationale pour statuer de sa part de responsabilité dans la guerre. La République de Weimar veut s'extirper de l'emprise des Alliés en portant le projet d'une révision du traité et en portant aux nues le nationalisme. L'honneur du peuple et l'innocence de la patrie sont mis en avant, mais la légalité du traité discutée et les événements ayant conduit à ce traité sont refoulés.

#### Der Arbeitsausschuss Deutscher Verbände(ou "Comité de travail des associations allemandes")
Hans Draeger, le chef du Arbeitsausschuss Deutscher Verbände (ADV), fait publier en 1928 Anklage und Widerlegung, manifeste de propagande réfutant, point par point, toute responsabilité allemande. La première partie rassemble les accusations proférées à l'encontre de l'Allemagne. La seconde partie reprend les accusations, une par une, pour les démonter en partant de la politique de Bismarck jusqu'aux buts de guerre. Enfin, la troisième partie remet en cause les accusations portant sur les opérations armées : l'utilisation des armes chimiques, les destructions (parmi lesquelles le bombardement de la Cathédrale de Reims), les déportations, le torpillage du Lusitania ou encore l'exécution d'Edith Cavell.
L'Arbeitsausschuss Deutscher Verbände est fondé en avril 1921 par le ministère des affaires étrangères, qui le finance.
Ses membres diffusent la propagande en Allemagne au moyen d'articles dans les journaux mais également à l'étranger et se qualifient d'« agence visant à la pénétration systématique de l'ensemble de la presse étrangère au moyen de propagande allemande culturelle, économique d'exportation ». En même temps, l'ADV fait de l'agitation en soutenant la résistance passive lors de l'occupation de la Ruhr par les Français. Wilhelm Cuno, le chancelier ordonne cette résistance, fait d'ailleurs partie de cette organisation. Les moyens financiers de l'ADV lui ont permis d'ouvrir un service de publication de propagande (Veröffentlichungsdienst der Propaganda) : tracts, exposés, livres et expositions, la propagande infiltre la population. L'organe officiel de l'organisation Unser gutes Recht (Notre bon droit) se veut le fer de lance de la politique de révision qui s'étend désormais à tous les niveaux de l'État. Les universités forment toutefois une exception, elles prennent à peine part aux débats. La Historische Zeitschrift ne publie que neuf essais à ce propos de 1918 à 1933.

### Traitement de la question et responsabilités

#### Potsdamer Reichsarchiv

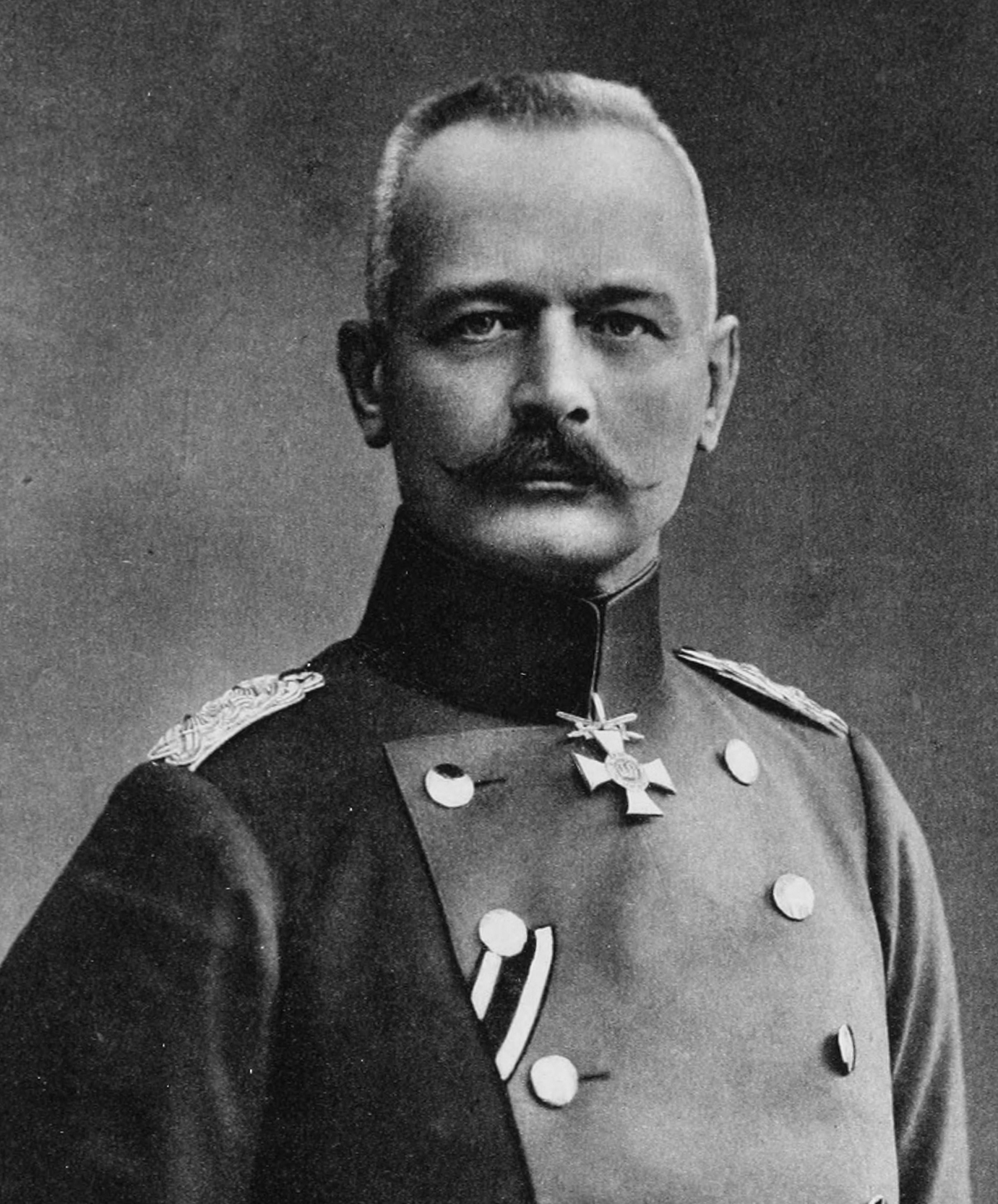
Erich von Falkenhayn : bouc émissaire idéal ?

À partir de 1914, l'armée allemande exerce une grande influence sur l'historiographie allemande. Le Grand État-Major général est chargé de rédiger les rapports de guerre jusqu'en 1918, quand le Potsdamer Reichsarchiv, fondé par Hans von Seeckt, en reprend la charge. Parallèlement au ministère des Affaires étrangères, la Reichswehr et son personnel administratif, en grande partie contre la démocratie, mènent l'historiographie de la République de Weimar.
Le Potsdamer Reichsarchiv s'applique également à réfuter la responsabilité allemande dans la guerre ainsi que les crimes de guerre. À cette fin, il établit des expertises pour la commission parlementaire et publie à partir 1925 jusqu'à sa reprise par le Bundesarchiv, en 1956, dix-huit volumes sur le thème La Première Guerre mondiale 1914–1918. Jusqu'en 1933, les méthodes de critique historique sont les suivantes :
- L'interrogation méthodique des témoins et l'analyse des rapports de services militaires subordonnés ou des collections de courrier militaire deviennent de nouvelles sources historiques.
- Une partie des critiques formulées contre l'Oberste Heeresleitung, surtout contre Helmuth von Moltke et Erich von Falkenhayn, est officiellement admise, ce qui décharge leurs successeurs, Hindenburg et Ludendorff, de leurs responsabilités.
- La prédominance de la politique du gouvernement et l'attirance traditionnelle allemande vers les « grandes figures de chefs » contredit, en partie involontairement, la logique qui veut que la non-responsabilité en ce qui concerne la guerre découle de la fatalité.

Cependant des aspects, comme l'influence de l'économie, des masses ou de l'idéologie sur le cours de guerre, restent non étudiés. L'évolution vers une guerre totale est un concept encore méconnu.

#### Reconnaissance de laKriegsschuldfrage
Pendant que la plupart des médias allemands dénoncent le traité, d'autres pensent que la question de la responsabilité de la guerre doit être traitée sur le plan moral. Die Weltbühne, la revue libérale de gauche fondée en novembre 1918, en est un exemple. Pour son rédacteur, Siegfried Jacobsohn, il est absolument nécessaire de mettre en lumière les fautes de la politique d'avant-guerre allemand et de reconnaître la responsabilité afin d'obtenir une démocratie prospère et un recul du militarisme.

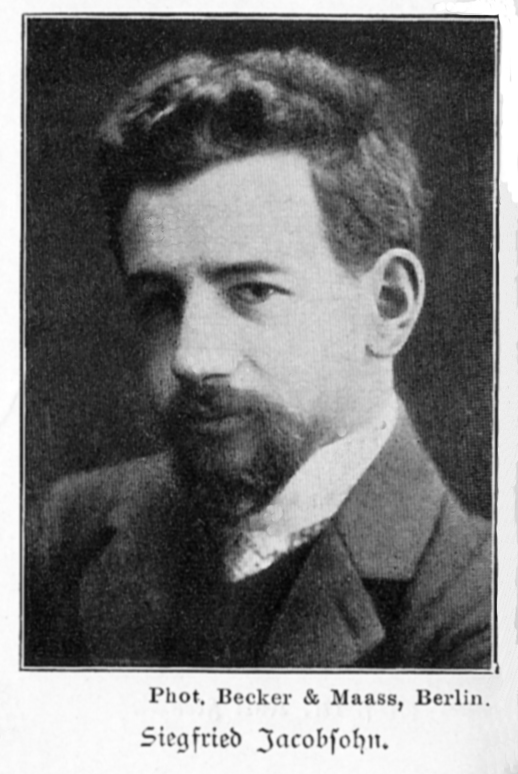
Siegfried Jacobsohn, rédacteur de la Weltbühne.

Le 8 mai 1919, quelques jours après la répression sanglante de la République des conseils de Bavière, Heinrich Ströbel écrit dans Die Weltbühne :

« Non, en Allemagne on est encore loin de toute reconnaissance. En refusant toute reconnaissance de responsabilité, l'on refuse également de manière entêtée la croyance en la bonne volonté des autres. On ne voit que l'avidité, l'intrigue, la perfidie des autres et l'on espère avidement que viendra le jour qui fera que ces forces obscures serviront nos propres intérêts. Les gouvernants d'aujourd'hui n'ont encore rien appris de la guerre mondiale, la vieille illusion, la vieille illusion du pouvoir les domine encore. »

Carl von Ossietzky et Kurt Tucholsky, collaborateurs à la revue, soutiennent le même point de vue. Le 23 juillet 1919, Tucholsky écrit une recension du livre de Emil Ludwig Juli 14 : « Les peuples n'ont voulu aucune guerre, aucun peuple ne l'a voulue ; par l'esprit borné, l'incurie et la malveillance des diplomates on en est arrivé à cette guerre, la plus stupide de toutes les guerres ».
Se forme alors dans la République de Weimar un mouvement pacifiste, qui manifeste le 1er août, le jour anti-guerre. Ses membres viennent d'horizons différents : des partis de gauche, des groupes libéraux et antimilitaristes, des anciens soldats, officiers et généraux. Ils se confrontent à la question de la responsabilité. Le rôle de leurs femmes dans leur changement pacifiste est aussi à souligner. Parmi eux : Hans-Georg von Beerfelde, Moritz von Egidy, le major Franz Carl Endres, les lieutenants-capitaines Hans Paasche et Heinz Kraschutzki, le colonel Kurt von Tepper-Laski, Fritz von Unruh mais également les généraux Berthold Deimling, Max von Montgelas et Paul von Schoenaich.
Lors du premier congrès pacifiste en juin 1919, alors qu'une minorité conduite par Ludwig Quidde réfute le traité de Versailles, le Bund Neues Vaterland et la Zentralstelle für Völkerrecht (Centrale pour le droit international) font de la question de la responsabilité un thème central. Les sociaux-démocrates indépendants et Eduard Bernstein vont dans le même sens et parviennent à faire changer la représentation avancée par les sociaux-démocrates, qui soutiennent que la guerre était une condition nécessaire à une révolution sociale couronnée de succès. Cela favorise la réunification d'une minorité du parti avec les sociaux-démocrates en 1924 et la prise en compte de quelques revendications pacifistes lors du Programme de Heidelberg de 1925.

#### L'Union Sacrée des historiens
La République de Weimar n'a pas produit de réexamen critique et scientifique des causes de la guerre. L'histoire officielle a suivi largement les thèses de l'encerclement et de l'invasion, avancées en 1914 par l'Oberste Heeresleitung. La politique étrangère de la république tend à réviser le traité et ce consensus a considérablement augmenté l'agitation contre l'étranger et la Constitution de Weimar.

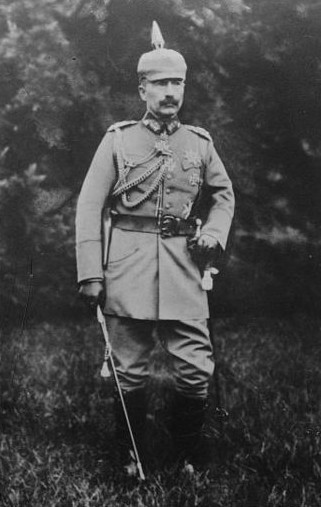
Tous se rangent en août 1914 derrière la figure de l'empereur Guillaume II.

Le jeune Parti national-socialiste des travailleurs allemands (NSDAP) et également le Parti national du peuple allemand (DNVP) remettent en cause la république et propagent le Kriegsschuldlüge (le mensonge en ce qui concerne la responsabilité dans la guerre). Tout comme les partis de bourgeois et conservateurs de droite, ils reprochent aux partis au gouvernement d'avoir contribué à l'humiliation de l'Allemagne en signant le traité et de lui avoir retiré le droit à l'autodétermination.
Ainsi, ils soutiennent la position de l'empereur déchu Guillaume II, qui, dans ses mémoires de 1922, exclut toute responsabilité allemande et personnelle dans la guerre. Les biographies actuelles de l'empereur, comme celle de John Röhl, affirment :

« Il n'a commis aucun crime de guerre, n'a donné aucun ordre de tuer ou quelque chose de semblable. Mais on doit lui reprocher d'avoir comploté en vue d'une guerre d'agression. Je crois que sa faute est très grande, beaucoup plus grande que ce qui est communément admis. Et s'il avait été jugé par un tribunal, il aurait été condamné. »

Des historiens comme Werner Conze (1910–1986) ou Theodor Schieder (1908–1984) ont combattu le reproche de la responsabilité. Des historiens actuels, comme Gerhard Hirschfeld, rendent la République de Weimar responsable pour avoir rendu tabou la Kriegsschuldfrage qu'elle avait orchestrée, ce qui a eu des conséquences funestes :

« La Kriegsunschuldlegende (légende de la non-responsabilité de la guerre) devait selon le souhait de nombreux démocrates de Weimar servir de support émotionnel commun aux forces politiques et sociales divergentes de la jeune république. C'est alors que le refus du traité de paix de Versailles (en particulier la responsabilité pour la guerre mondiale contenue dans l'article 231) s'est révélé plus comme le seul "moyen émotionnel efficace d'intégration" (Hagen Schulze) à disposition de la république. Le combat contre le Kriegsschuldlüge allié empêchait toutefois par la même occasion la nécessaire rupture historique avec le passé et contribua de manière déterminante à la "continuité morale" (Heinrich August Winkler) et politique existant entre l'Empire wilhelminien et la république de Weimar. »

#### Historiens minoritaires
Peu d'historiens ont émis des doutes concernant les résultats des recherches officielles, et peu d'entre eux ont remis en cause le consensus national. Parmi eux se trouvent Eckhart Kehr, Hermann Kantorowicz, Arthur Rosenberg, Richard Grellings et Georg Metzlers. Kehr exige le retrait méthodique de l'histoire diplomatique, pour se tourner vers celle de la politique intérieure. Pour lui, l'isolement politique de l'Allemagne sur la scène internationale était la cause de tensions sociales existant depuis longtemps dans l'Empire allemand. Les élites auraient en effet fondé la stabilisation de l'État sur un armement risqué de la flotte, ce qui a amené Gerhard Ritter à le traiter de « noble bolchéviste tout à fait dangereux pour notre histoire », qui devrait plutôt immédiatement passer son doctorat en Russie.
En 1923, Kantorowicz prouve, dans une expertise pour la commission parlementaire, qu'il peut être reproché au gouvernement de Berlin d'avoir prémédité le déclenchement d'une guerre dans les Balkans, d'une guerre continentale et, par négligence, une guerre mondiale. Son compte-rendu n'est cependant pas publié, sous la pression du Kriegsschuldreferat et du secrétaire général de la commission Eugen Fischer-Baling, avant 1967. En 1929, Kantorowicz publie Der Geist der englischen Politik und das Gespenst der Einkreisung Deutschlands (L'Esprit de la politique anglaise et le fantôme de l'encerclement de l'Allemagne) dans lequel il rejette la thèse de l'Oberste Heeresleitung sur l'encerclement de l'Allemagne et met en garde contre de nouveaux plans de guerre de la part des mêmes élites militaires.
Ces idées restent des exceptions, et les auteurs sont isolés socialement, comme le journaliste et homme politique Walter Fabian. Même les travaux d'historiens étrangers représentant les parts de responsabilité de manière différenciée sont ignorés. On peut citer Les Origines immédiates de la guerre de Pierre Renouvin, publié en 1925, et The Coming of the War 1914 de Bernadotte E. Schmitt, publié en 1930.

#### Walter Fabian
Walter Fabian, journaliste et homme politique social-démocrate, publie en 1925 Die Kriegsschuldfrage. Grundsätzliches und Tatsächliches zu ihrer Lösung (La Kriegsschuldfrage. Fondements et faits pour la résoudre). Son livre, bien qu'épuisé un an après sa parution, fera partie des livres interdits après l'arrivée au pouvoir d'Adolf Hitler et examine les événements qui ont conduit à la guerre.

##### Politique d'avant-guerre

Carte représentant les alliances signées par Bismarck

Le premier domaine de recherche de Fabian est la politique d'avant-guerre dominée par la politique des alliances (Bündnispolitik), qu'il qualifie de « malheur de l'Europe ». Le système des alliances mis en place en été 1914 et sa complexité ont rendu le déclenchement de la guerre inévitable. Otto von Bismarck à son époque avait reconnu l'utilité de cette politique. La position centrale de l'Allemagne a poussé les hommes politiques, comme Bismarck, à former des alliances pour éviter un possible encerclement, véritable cauchemar allemand. Après s'être assuré de la neutralité de la Russie et de l'Autriche-Hongrie en 1881, lors de la signature de la Ligue des Trois Empereurs, le Traité de réassurance est signé en 1887. L'isolement de la France est la base de la politique bismarckienne pour pouvoir assurer la sécurité du Reich.
Après la démission de Bismarck, en 1890, l'alliance avec la Russie n'est pas renouvelée. L'Autriche-Hongrie est désormais la seule alliée. C'est précisément dans cette alliance que Fabian voit la responsabilité de l'Allemagne dans la guerre. L'Autriche-Hongrie a pu mettre en place sa politique d'expansion en Serbie, tout en exploitant le soutien de l'Allemagne. L'attentat de Sarajevo, le 28 juin 1914, permet à l'Empire austro-hongrois de concrétiser ses projets pour laquelle le secours de l'Allemagne est nécessaire. Guillaume II donne son accord et même une carte blanche. Fabian affirme : « Tout dépendait de l'Allemagne ». Le rôle de l'empereur est passé sous silence après la guerre, d'autant plus que les partis traditionnels, comme le Parti allemand populaire et le Parti national du peuple allemand, qui forment la plupart des gouvernements.
« L'avenir de l'Allemagne repose sur l'eau ». La politique maritime de Guillaume II prend tout son sens à travers cette citation. La politique d'expansion commence en 1898, avec la construction d'une puissante flotte de guerre, sous le commandement de l'amiral Tirpitz. En 1913, la flotte impériale a 33 navires de guerre alors qu'en 1898, elle n'en avait que sept. Développer la flotte a pour but de se mesurer aux autres puissances européennes et surtout à la Grande-Bretagne. La politique allemande est considérée comme agressive, et une course aux armements se dessine. En France, le service militaire est allongé à trois ans. L'affaiblissement international de l'Allemagne est effectif, et une alliance avec la Grande-Bretagne est désormais rendue impossible. Hans Delbrück affirme que cette politique est « l'une des trois grandes fautes de la politique allemande d'avant-guerre ». L'attitude de Guillaume II et de Tirpitz est d'autant plus dangereuse qu'une crise avait éclaté au Maroc avec la France en 1905.

##### La crise de juillet et la mobilisation
L'assassinat de François-Ferdinand a servi de catalyseur à la guerre et était « l'expression de la vive tension qui régnait depuis quelques années entre l'Autriche et la Hongrie ». La carte blanche donnée par Guillaume II à l'empereur autrichien avait, selon Fabian, également d'autres raisons, notamment la volonté de la part de l'Allemagne de mener une guerre préventive par crainte de la mobilisation russe. La volonté guerrière de l'Allemagne et de l'Autriche-Hongrie est indiscutable. Dans ce qu'on appelle les Randbemerkungen (littéralement, Remarques dans la marge) que Guillaume II a écrites sur un rapport de l'ambassadeur allemand Tschirschky, on peut lire : « On doit en finir avec les Serbes et rapidement ».
Fabian juge l'ultimatum adressé à la Serbie irréalisable : « L'Autriche voulait le rejet de l'ultimatum, l'Allemagne qui selon Tirpitz en connaissait déjà les principaux points au 13 juillet voulait la même chose ».
Fabian montre que l'Allemagne a une part de responsabilité indéniable dans la guerre. Même si l'empereur et le chancelier, Bethmann-Hollweg, ont essayé de désamorcer les événements au dernier moment, l'armée a pesé de tout son poids pour forcer le cours des choses. Le chef de l'état-major, Von Molkte, envoie un télégramme dans lequel il affirme que l'Allemagne se mobiliserait, mais Guillaume II affirme qu'il n'y a plus de raison de déclarer la guerre depuis que la Serbie a accepté l'ultimatum. Des tentatives de paix sont menées en vain, telle la proposition le 27 juillet de tenir une conférence des quatre puissances.

##### La suprématie de l'armée
« Même en Allemagne seul l'emporte le point de vue militaire ». Le rôle de l'armée explique les mécanismes de la Kriegsschuldfrage. Les racines de la suprématie militaire se retrouvent en Prusse et dans le système, instauré par Bismarck, dans lequel le militarisme prussien a pris de l'importance dans les années après l'unification du Reich. Comme l'a montré von Moltke, lors des différentes guerres comme la guerre franco-prussienne, le chef du grand état-major exerce un grand pouvoir :

« Dans tous les autres États l'armée et la marine n'étaient rien que des instruments de la politique étrangère. Dans l'Allemagne militarisée, elles avaient une place particulière. Elles étaient, depuis que Bismarck ne leur barrait plus le chemin, plus puissante qu'un chancelier et préférées de loin à toute diplomatie. »

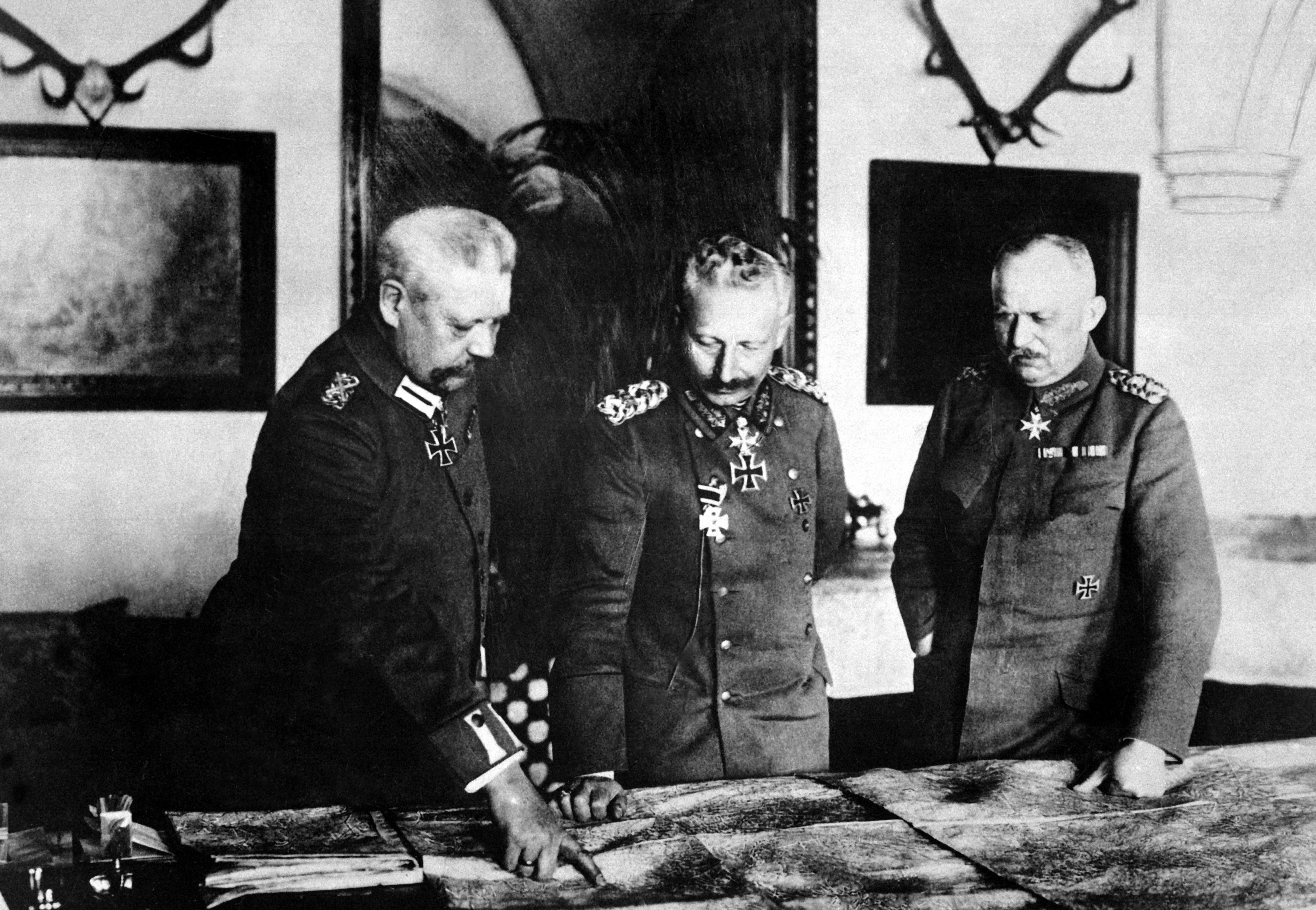
Guillaume II, Hindenburg et Ludendorff. Les deux généraux prennent en main, à partir de 1916, les affaires militaires et politiques du Reich.

Lorsque la guerre éclate, l'état-major compte vaincre, grâce au Plan Schlieffen, en six semaines. Les généraux Hindenburg et Ludendorff, revenus de leur retraite, jouissent d'un grand prestige. En 1916, Hindenburg est nommé chef de l'état-major, et en 1917, une statue monumentale à sa gloire est érigée à Berlin. Guillaume II perd peu à peu de son pouvoir, au profit des deux généraux, qui prennent littéralement le pays en main. Ludendorff propose l'institution d'un service du travail obligatoire pour augmenter les rendements, selon lui insuffisants. Bethmann-Hollweg refuse, mais le Vaterländische Hilfsdienst (service d'aide patriotique) est instauré le 5 décembre 1916. Le 13 juillet 1917, le chancelier est forcé à la démission, sous la pression des deux généraux, qui reçoivent même les partis politiques le 14 juillet 1917.
Lors de l'ouverture des négociations d'armistice, l'Allemagne est en proie à des soulèvements révolutionnaires. Une commission, présidée par Matthias Erzberger, est diligentée pour signer le traité d'armistice à Rethondes. Au lieu des militaires allemands, des civils, représentant la République de Weimar, qui n'est établie que depuis deux jours, signent. Les généraux refusant de supporter la responsabilité de la défaite, l'état-major fait circuler une image de la république comme symbole de la défaite. Cette manœuvre est d'autant plus sournoise que Ludendorff avait reconnu la nécessité d'un armistice. Le colonel Von Thaer affirme d'ailleurs que le 1er octobre 1918, Ludendorff se considérait comme vaincu.
La propagande militaire rendant les socialistes coupables de la défaite, Fabian affirme la défaite est due par l'échec des possibles tentatives de paix. Le 21 décembre 1916, le président américain Wilson fait une proposition de paix. Elle est refusée par l'Allemagne, qui ne veut pas entendre parler de médiation américaine. Le 31 janvier 1917, le chancelier, Bethmann-Hollweg, envoie une note secrète à Wilson pour arriver à une paix. Les conditions allemandes sont trop élevées pour que cette tentative soit jugée sérieuse. De plus, cela aurait signifié le renoncement à la guerre sousmarine, ce que l'armée ne veut en aucun cas puisqu'elle représente la possibilité de détruire 40 % du tonnage britannique. L'armée ne veut pas d'une paix où l'Allemagne serait perdante. Cette guerre sousmarine veut pousser la Grande-Bretagne à demander la paix et permettre à l'Allemagne de poser ses conditions. La seule conséquence sera l'entrée en guerre des États-Unis.

### Gain de progrès de laKriegsschuldfrage

#### La politique d'exécution

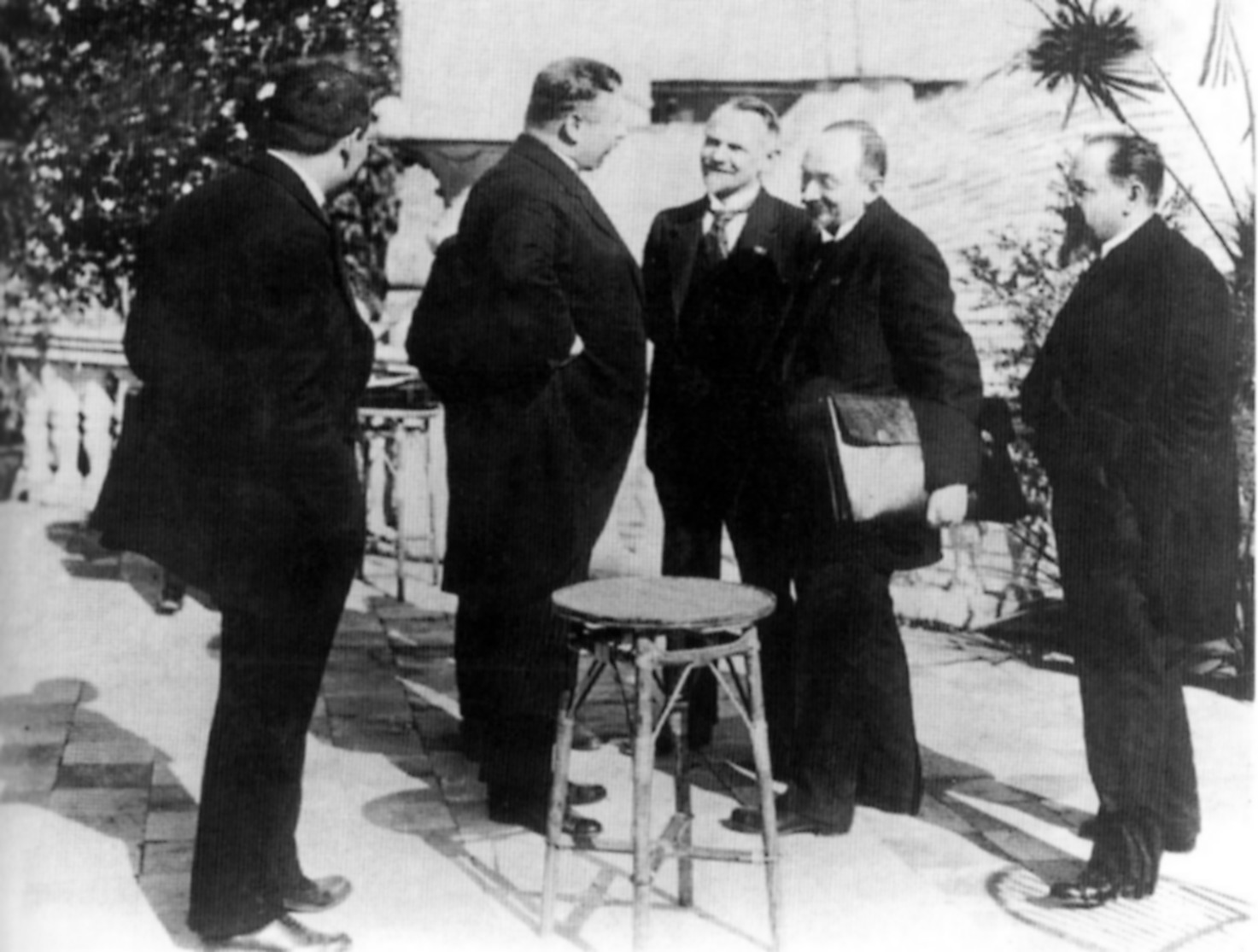
Joseph Wirth, lors de la signature du traité de Rapallo, brillant exemple de ce qu'a pu apporter la politique d'exécution.

Après la signature du traité de Versailles, deux solutions se sont imposées au gouvernement allemand : résister au traité ou l'exécuter en mettant en place la Erfüllungspolitik. Certains hommes politiques montrent que la Kriegsschuldfrage n'est pas un obstacle insurmontable. Le chancelier Joseph Wirth met en place la politique d'exécution du traité entre mai 1921 et novembre 1922. Cela permet de donner un nouvel élan à la diplomatie pour donc améliorer la situation politique et économique du pays. Le gouvernement Wirth parvient à obtenir une révision du traité. La méthode employée est simple : remplir les clauses du traité afin de montrer leur impossibilité. Les réparations de guerre que l'Allemagne doit payer pèsent énormément sur l'économie. Leur montant s'élève en effet à deux milliards de Goldmarks et à 26 % de son chiffre d'exportation. En acceptant de payer cette somme, le 5 mai 1921, Wirth prouve la bonne volonté allemande. En appliquant la politique d'exécution, l'Allemagne reconnaît une partie de sa responsabilité dans la guerre même si Wirth s'indigne contre la façon dont la politique des réparations est mise en place. Le 16 avril 1922, le traité de Rapallo est signé, ce qui diminue l'isolement de l'Allemagne. Pourtant, la politique d'exécution devient l'un des fondements de la campagne de dénigrement menée par les ultranationalistes. L'exécution du traité est considéré comme une trahison, et un des représentants de cette politique, Walther Rathenau, est assassiné le 24 juin 1922 à Berlin. Matthias Erzberger avait été assassiné, un an auparavant.

#### Gustav Stresemann
En ouvrant la voie à d'autres hommes politiques, comme à Gustav Stresemann, la politique d'exécution permet de redonner à l'Allemagne une place diplomatique européenne de premier plan. Après le traité de Rapallo, l'Allemagne renoue des contacts avec d'autres pays, comme l'Union soviétique. Les frontières qui sont définies par le traité de Versailles se trouvent également au cœur des revendications du gouvernement allemand, qui demande leur révision.
En octobre 1925, les accords de Locarno sont signés. Ils résolvent le problème des frontières, l'Allemagne acceptant la perte de l'Alsace-Lorraine et d'Eupen-Malmedy mais en contrepartie, elle est assurée qu'elle ne sera plus occupée par la France. La Kriegsschuldfrage ne bloque pas sa politique extérieure. Stresemann, homme de compromis mais, avant tout, gardien des intérêts allemands, parvient à ce que l'Allemagne réintègre la Société des Nations le 8 septembre 1926. Si les relations internationales sont apaisées, les relations franco-allemandes le sont également. Stresemann et Aristide Briand reçoivent le prix Nobel de la paix.

### Déclin des sociaux-démocrates

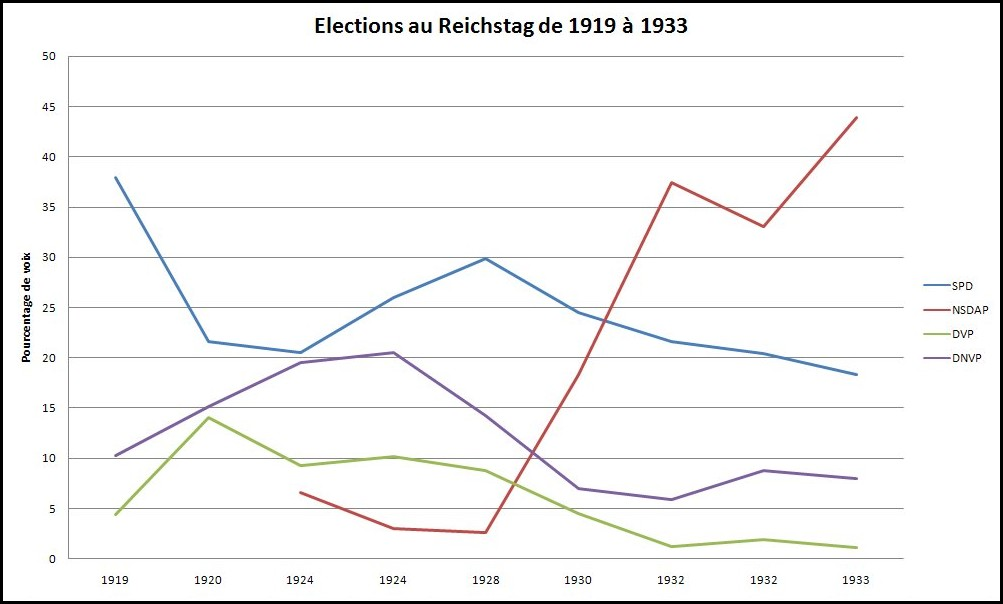
Graphique montrant la perte de vitesse du SPD au profit de partis conservateurs comme le DVP et le DNVP, puis au profit du NSDAP après 1930

Le refus d'admettre l'effondrement de l'armée allemande laisse place à la Dolchstoßlegende (en français : « légende du coup de poignard dans le dos ») selon laquelle le gouvernement formé par les socialistes a trahi l'armée en signant l'armistice alors qu'elle était encore en état de combattre. Le nationalisme allemand, porté par les militaires vaincus, ne reconnaît pas la légitimité de la République de Weimar. Cette légende va affaiblir le parti social-démocrate à travers des campagnes de calomnie, qui se reposent sur différents arguments. Le parti aurait non seulement trahi l'armée et l'Allemagne en signant l'armistice mais aussi a réprimé la révolte spartakiste de Berlin, proclamé la république et refusé (pour certains de ses membres) de voter les crédits de guerre en 1914. Hindenburg parle de « division et de relâchement de la volonté de victoire » entraînés par des intérêts internes au parti. Les socialistes sont appelés les Vaterlandslose (littéralement, « les sans-patrie »). Hindenburg continue à souligner l'innocence de l'armée en affirmant : « Aucune faute ne concerne le noyau dur de l'armée. Son action est aussi admirable que celle du corps des officiers ».
Cette calomnie aura des conséquences sur le plan électoral. Lors du scrutin de 1920, le pourcentage de sièges des sociaux-démocrates au Reichstag est de 21,6 %, alors qu'il était de 38 % en 1919. Les partis de droite gagnent, peu à peu, du terrain comme le DNVP, qui obtient 15,1 % des sièges contre seulement 10,3 % en 1919. Du 30 novembre 1923 au 29 juin 1928, le SPD est absent de tous les gouvernements. Jean-Pierre Gougeon voit dans le déclin du SPD le fait qu'il n'avait pas assez démocratisé le pays depuis la proclamation de la République de Weimar. Les juges, les fonctionnaires et les hauts-fonctionnaires n'ont en effet pas été remplacés, et ils ont souvent gardé la fidélité à l'empereur, d'autant plus que son abdication est présentée par la propagande militaire comme la faute de la république.

### Montée des nationaux-socialistes
Fabian pressent les conséquences que peut avoir la Kriegsschuldfrage pour la montée des extrémismes, qui se sont éveillés en Allemagne dès 1920 avec la création du NSDAP, qui fera du traité de Versailles et de la question de la responsabilité son cheval de bataille :
« Mais la Kriegsschuldfrage peut également conduire à l'empoisonnement des relations entre les peuples, elle peut devenir une arme forgée pour la main du nationalisme international ».
L'Arbeitsauschuss Deutscher Verbände donnera son appui à Hitler dès 1931, en particulier à travers la personne de son président, Heinrich Schnee, pour qui le « sauvetage de la patrie » passait par « l'action commune de tous les partis sur le sol national y compris le NSDAP ».
Dès le second point du Programme en 25 points du NSDAP, Adolf Hitler exige que le peuple allemand soit traité de la même manière que les autres nations et exige l'abrogation des traités de Versailles et de Saint-Germain. Pour lui, « l'ensemble des lois allemandes ne sont rien d'autre que l'ancrage des traités de paix ». Hitler a participé à la guerre et a été très marqué par l'effondrement militaire. L'antisémitisme fait également son apparition et les attentats contre des personnalités d'origine juive font leur apparition, comme celui contre Walther Rathenau ou celui contre Maximilian Harden, en 1922.
L'inflation due aux réparations, la crise économique après le krach de 1929 et le chômage qui en découle, seront des thèmes de campagne pour les partisans du NSDAP.
La Kriegsschuldfrage renforce les mouvements extrémistes de droite et conduit à une radicalisation de la société allemande et, finalement, à la chute de la république.

## National-socialisme

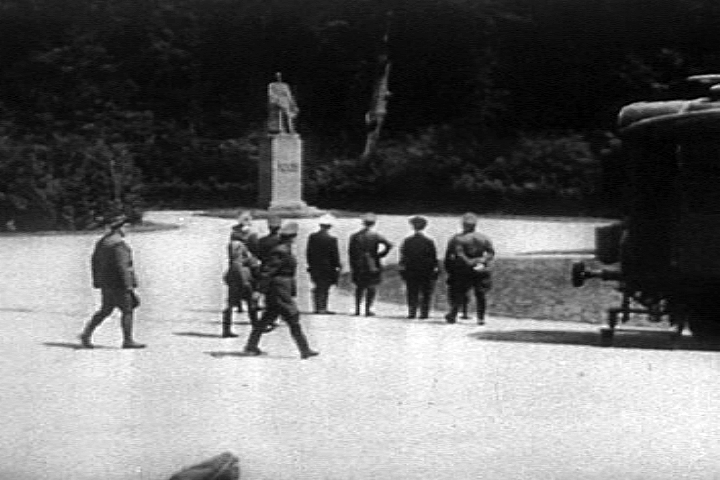
Hitler devant la statue de Ferdinand Foch, retour sur la Première Guerre mondiale.

Dès 1924, Adolf Hitler avait affirmé dans Mein Kampf que tous les Allemands avaient soutenu la guerre : « Le combat de l'année 1914 ne fut pas, bien sûr, imposé aux masses, mais plutôt désiré par le peuple entier lui-même ».
Pour Hitler, l'initiative de la guerre incombe à la Triple-Entente. Pour lui, la faute allemande est d'avoir manqué une guerre préventive : « La faute du gouvernement allemand a résidé dans le fait qu'il a toujours manqué le moment propice pour frapper et cela afin d'uniquement préserver la paix, qu'il s'est impliqué dans l'alliance pour obtenir la paix internationale et enfin qu'il est devenu la victime d'une coalition mondiale qui opposait justement au besoin d'obtenir la paix mondiale la détermination à mener la guerre mondiale ».
En 1930, le groupe formé par le NSDAP au Reichstag demande à amender la Republikschutzgesetz (« Loi de protection de la république ») en affirmant que ceux qui affirment que l'Allemagne a provoqué la Première Guerre mondiale, tout comme ceux qui ont refusé de servir sous les drapeaux, demandé le désarmement, méprisé les héros de guerre survivants ou morts et ceux qui ont rabaissé les symboles nationaux, doivent être considérés comme traîtres à l'armée et punis de la peine de mort. Cette proposition est accueillie par l'enthousiasme de certains juristes reconnus, comme Georg Dahm.
Après son arrivée au pouvoir en 1933, Hitler clôt le débat sur la responsabilité allemande dans la guerre : « Ni l'empereur, ni le gouvernement, ni le peuple n'ont voulu cette guerre », s'inscrivant dans l'ère d'apaisement amorcée par certains historiens britanniques.
La responsabilité dans la guerre n'est plus au centre des recherches des historiens. Julius Hashagen écrit en 1934 que les Berliner Monatshefte (littéralement : cahiers mensuels de Berlin) ont fait faire des progrès considérables à la recherche sur la Kriegsschuldfrage. La plupart des historiens employés aux archives impériales saluent, la même année, le refoulement de cette question au profit d'une historiographie de la guerre écrite d'un point de vue militaire. Toutefois, les mesures prises par le régime nazi qu'ils avaient saluées se retournent très vite contre ceux qui avaient participé aux Berliner Monatshefte.
Le 30 janvier 1937, Hitler révoque la signature du traité de Versailles et plus particulièrement de l'article 231, le Kriegsschuldartikel (l'article de la responsabilité). Signe du changement, l'Arbeitsauschuss Deutscher Verbände et la Zentralstelle für Erforschung der Kriegsursachen sont dissous. Il justifie ses intentions guerrières devant le Reichstag le 30 janvier 1939 en affirmant : « Je veux aujourd'hui de nouveau être prophète : si la juiverie financière internationale parvient en Europe et en dehors à précipiter encore une fois les peuples dans une guerre mondiale, le résultat n'en sera pas la bolchévisation de la Terre et donc la victoire de la juiverie mais la destruction de la race juive en Europe ».
Au début de l'été 1940, l'invasion de la Belgique et de la France est, pour le régime nazi, la véritable fin de la Première Guerre mondiale. Même des historiens libéraux comme Friedrich Meinecke saluent cette victoire comme une satisfaction personnelle.

## Allemagne de l'Ouest

### Après-guerre

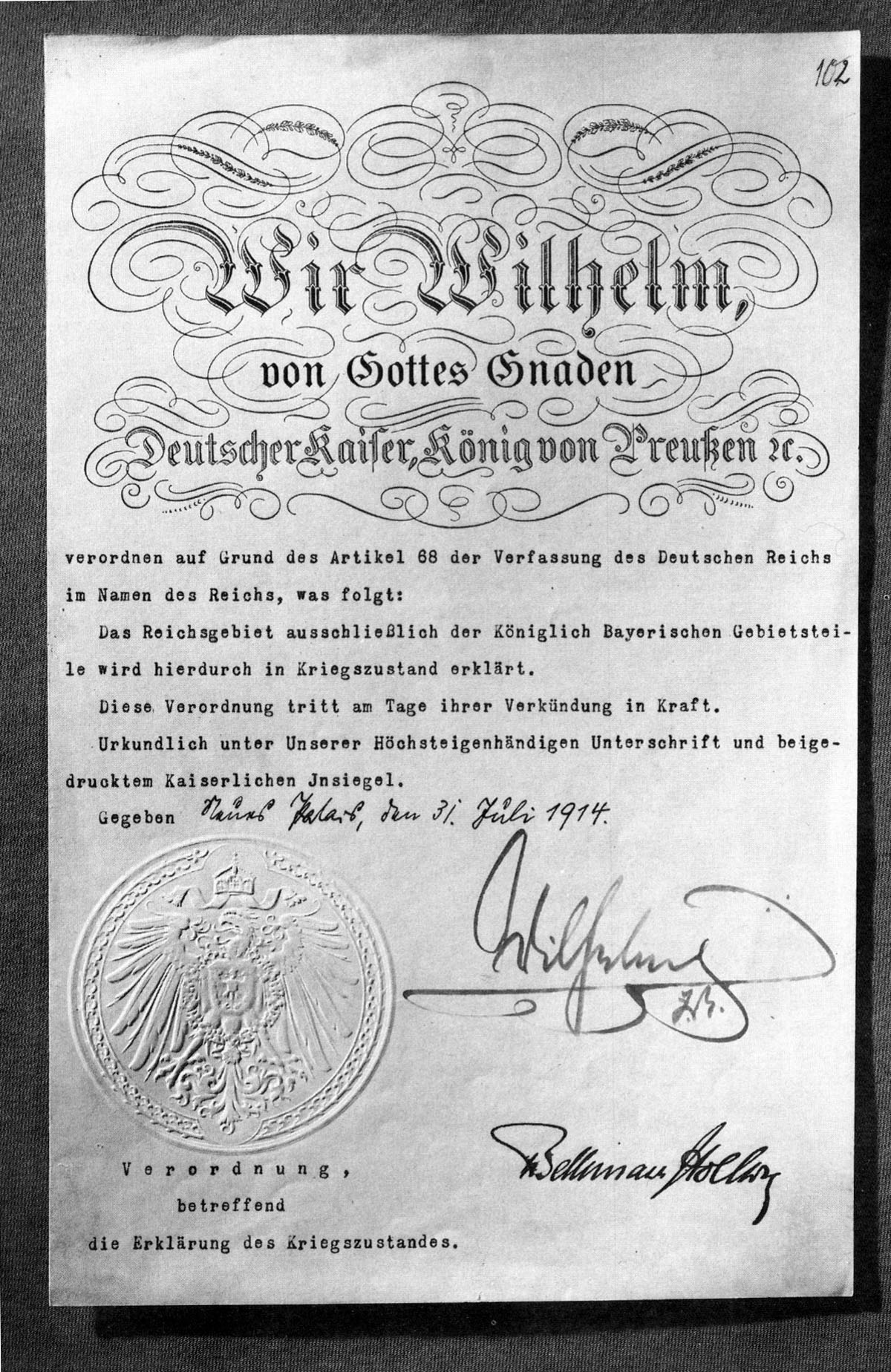
Déclaration de guerre allemande signée par l'Empereur Guillaume II

Après la chute du régime nazi, les historiens conservateurs de l'époque de la République de Weimar dominent les débats en Allemagne de l'Ouest en répandant les mêmes thèses qu'auparavant. Par exemple, Gerhard Ritter affirme : « une situation politico-militaire retenait prisonnière notre diplomatie au moment de la grande crise mondiale de juillet 1914 ». Dans Die deutsche Katastrophe, Friedrich Meinecke soutient la même idée. Les recherches étrangères, comme celle de l'Italien Luigi Albertini, ne sont pas prises en compte. Dans son œuvre critique en trois volumes, parue en 1942-1943 Le origini della guerra del 1914, Albertini en arrive à la conclusion que tous les gouvernements européens avaient une part de responsabilité dans le déclenchement de la guerre, tout en désignant la pression allemande sur l'Autriche-Hongrie comme le facteur décisif du comportement belliqueux de cette dernière en Serbie.
En septembre 1949, Ritter, devenu premier président de l'Union des historiens allemands, déclare lors de son exposé d'ouverture que le combat contre la Kriegsschuldfrage au temps de la République de Weimar a finalement conduit au succès mondial des thèses allemandes, ce qu'il soutient encore en 1950 dans un essai : « La thèse allemande, selon laquelle il ne pouvait pas être question d'une invasion longuement préparée par les puissances centrales de leurs voisins, s'est bientôt généralisée au sein de l'immense recherche spécialisée internationale ».
En 1951, Ludwig Dehio désigne la politique allemande d'avant 1914 comme un risque de guerre, et en ce sens, l'Allemagne aspirait à une modification du statu quo. Dehio reste cependant isolé dans le cercle des historiens. La même année, des historiens allemands et français, dont Ritter et Pierre Renouvin, affirment que « les documents ne permettent pas d'attribuer en 1914 une volonté préméditée de guerre européenne à aucun gouvernement ou à aucun peuple. La méfiance était au plus haut point, et dans les milieux dirigeants où régnait l'idée que la guerre était inévitable. Chacun attribuait à l'autre des pensées d'agression. Chacun acceptait le risque d'une guerre et ne voyait la sauvegarde de sa sécurité que dans les systèmes d'alliance et le développement des armements ».
En dehors de quelques historiens américains, comme Bernadotte E. Schmitt, qui continuent à tenir l'Allemagne comme la grande responsable, le vif débat autour de la Kriegsschuldfrage en Allemagne semble achevé, même entre les anciens pacifistes. Pour Ritter, le débat sur la Kriegsschuldfrage dans la République de Weimar est terminé. Dans le même temps, il demande, à l'image de la Zentralstelle de Weimar, la fondation d'un institut de recherche dirigé par des historiens spécialisés pour classer et examiner les archives laissées par le régime nazi. Devant l'ampleur de la Seconde Guerre mondiale, le débat sur la Première Guerre mondiale reste en suspens et reste prisonnier de « la mentalité fermée d'une génération d'historiens ancienne et imprégnée de nationalisme ». Une autre question se pose : comment comprendre la Seconde Guerre mondiale alors que les origines de la première n'ont pas été clairement expliquées ?

### Controverse Fischer
L'historien Fritz Fischer a examiné pour la première fois toutes les archives fédérales sur les buts de guerre des puissances centrales, avant et pendant la guerre, et notamment le Septemberprogramm (« Programme de septembre ») du chancelier Bethmann Hollweg, qui préparait une guerre de conquête planifiant des annexions généralisées. En octobre 1958, il publie son essai Deutsche Kriegsziele – Revolutionierung und Separatfrieden im Osten 1914–1918 (Les Buts de guerre de l'Allemagne, la Révolution et la paix séparée sur le front de l'Est, 1914-1918). La réponse que lui fait Hans Herzfeld dans la Historische Zeitschrift marquera le début d'une controverse, qui durera approximativement jusqu'en 1985 et modifiera le consensus national et conservateur, qui prévalait jusqu'alors.

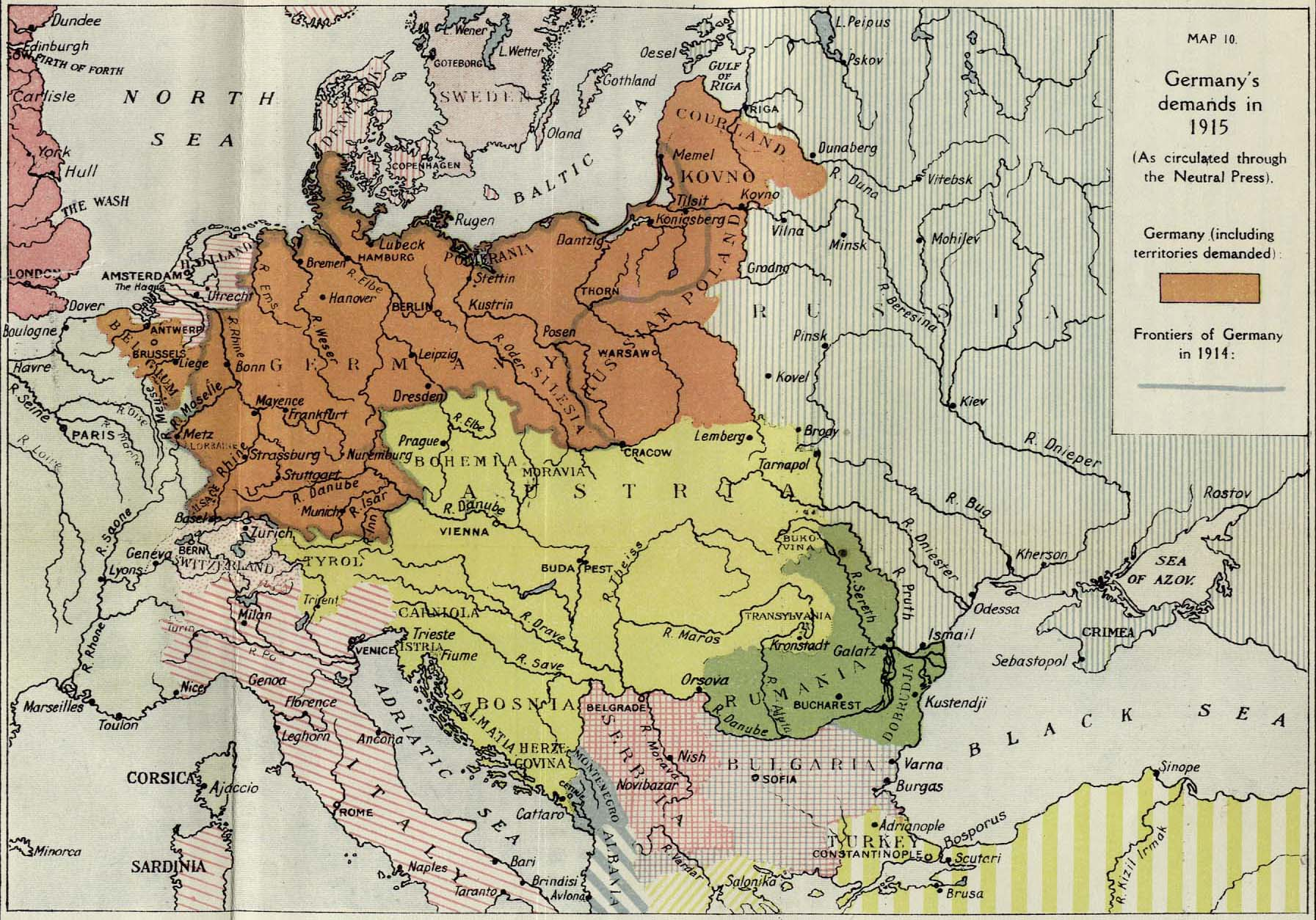
Carte publiée en 1915 montrant les exigences territoriales allemandes d'après la presse neutre. Cette reste au centre des débats de l'après-guerre entre les historiens allemands.

Publié en 1961, le livre de Fischer Griff nach der Weltmacht (traduit en français sous le titre Les Buts de guerre de l'Allemagne impériale) tire la conclusion suivante : « Étant donné que l'Allemagne a voulu, souhaité et couvert la guerre austro-serbe et qu'elle l'a laissée s'étendre en 1914 à un conflit avec la Russie et la France en étant consciente de la supériorité militaire allemande, les gouvernants du Reich ont une part considérable en ce qui concerne la responsabilité dans le déclenchement d'une guerre généralisée ».
Des auteurs conservateurs, comme Giselher Wirsing, accusent Fischer de falsifier l'histoire, et certains essaient, comme Erwin Hölzle, dans Griff nach der Weltmacht?, publié en 1962, de maintenir la thèse de l'Oberste Heeresleitung en prônant la responsabilité russe. Le ministère des Affaires étrangères empêche Fischer d'aller aux États-Unis pour y tenir un exposé.
Après les vifs débats du congrès des historiens de 1964, Andreas Hillgruber, principal adversaire de Fischer, admet que le gouvernement allemand, sous la conduite de Bethmann-Hollweg, porte une responsabilité considérable dans le déclenchement de la guerre. Toutefois, il continue de remettre en cause l'idée d'une hégémonie de l'empire allemand avant et pendant la guerre. Gerhard Ritter reste sur ses positions. Pour lui, l'Allemagne était menacée d'encerclement par la Triple-Entente, qui rendait donc tout désir d'hégémonie allemande illusoire.
Les travaux de Fischer développent, à partir de 1969, d'autres champs de recherche sur les origines sociales et économiques de la guerre : l'économie de guerre, l'incapacité pour l'empire à faire des réformes intérieures, les guerres de pouvoir. Depuis la réunification allemande de 1990, les archives de la Allemagne de l'Ouest et de l'Union soviétique sont exploitées. Motivés par les thèses de Fischer, de nombreux autres historiens se consacrent à la politique allemande dans les États qui étaient occupés par l'Empire allemand.

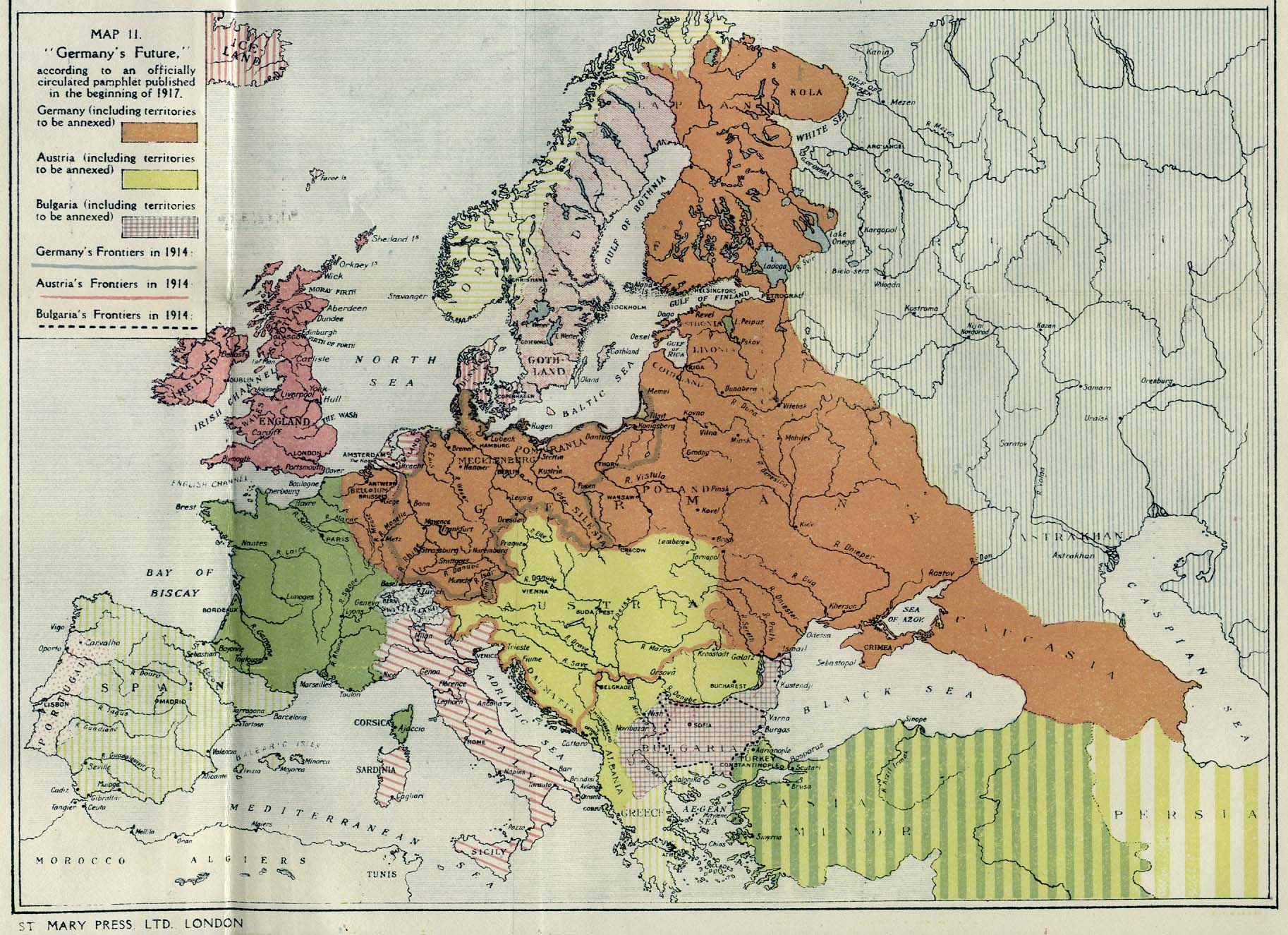
Le Futur de l'Allemagne d'après un pamphlet, publié au début de 1917.

Wolfgang J. Mommsen prouve l'existence des plans qui visaient à déplacer de manière forcée des Polonais et des Juifs, et il rend le nationalisme, prôné par d'importants groupes sociaux, responsable pour la conduite du gouvernement.
À l'aide des archives étrangères, Wolfgang Steglich souligne au contraire les tentatives de paix menées par les autorités austro-allemandes à partir de 1915 et le fait que les Alliés n'ont pas su gérer la crise.
Thomas Nipperdey contredit en 1991 les approches socio-historiques en affirmant que la guerre, la propension allemande à la mener et la politique de crise ne sont pas les conséquences du système sociétal allemand. En allant à l'encontre de la thèse du « glissement » de Lloyd George, il insiste sur l'impact des plans militaires et des décisions de guerre prises par l'exécutif, même dans les états parlementaires.
Depuis l'atténuation de la controverse Fischer et les travaux de Jürgen Kocka (en 2003) et de Gerhard Hirschfeld (en 2004), il est généralement reconnu que l'Allemagne a contribué de manière significative au déclenchement de la guerre mais de manière plus différenciée que Fischer, en prenant en compte les situations de crise et les relations de pouvoir avant 1914.

## France
La propagande de guerre française, qui présentait depuis 1914 l'Allemagne comme une menace, continue à imprégner les représentations officielles, comme dans les rapports sénatoriaux d'Émile Bourgeois et Georges Pagès et le livre de l'ancien président du conseil, Raymond Poincaré : Comment fut déclarée la Guerre de 1914. Sous le gouvernement de Georges Clemenceau, la France attribue en 1919 la faute exclusive à l'Allemagne et à l'Autriche-Hongrie. La compensation des dommages de guerre et un affaiblissement de l'ancien ennemi sont les principaux motifs de cette attitude qui est reprise au sein de l'opinion publique. L'Allemagne doit payer mais elle doit reconnaître sa faute politique et morale. Les socialistes ne reconnaissent qu'une responsabilité partagée pour la France, l'Allemagne étant responsable civilement, conformément au paragraphe 231 du traité de Versailles. Le souci de vérité et de rapprochement avec l'Allemagne en est un des fondements.
Lorsque l'Allemagne est de nouveau admise à la Société des Nations en 1925, le débat sur la responsabilité dans la guerre est de nouveau posé en France. Le Livre jaune et le rapport du Sénat sont, de nouveau, publiés. Dans son livre Origines immédiates de la guerre, paru la même année, Pierre Renouvin montre que le Livre jaune a été falsifié, mais peu de gens s'en inquiètent. Il s'efforce également de montrer comment l'article 231 du traité de Versailles avait été mal interprété et qu'il établissait non une faute morale mais une « base juridique nécessaire à l'établissement des réparations ». Trois séries de documents seront publiées de 1929 à 1959, ce sont les Documents diplomatiques français (1871–1914).

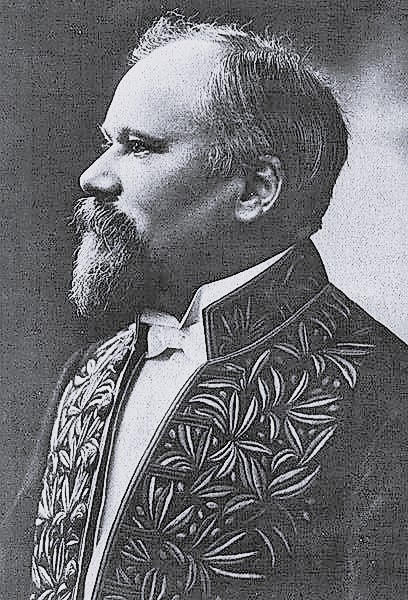
Raymond Poincaré.

Parallèlement aux tentatives allemandes de prouver l'innocence du pays en ce qui concerne le déclenchement de la guerre, on assiste en France à une vague de révisionnisme dont l'un des fers de lance est la critique de l'ancien président Poincaré. Il est présenté comme responsable, par exemple dans le livre de Fernand Gouttenoire de Toury : Poincaré a-t-il voulu la guerre ? En 1993, Mark B. Hayne affirme dans son livre The French Foreign Office and the Origins of the First World War 1898-1914 que la France a une coresponsabilité capitale dans la guerre, surtout en la personne de Poincaré et de ses collaborateurs. Ces derniers auraient fait pression pour obtenir une mobilisation russe rapide et ont donc mis en échec le plan Schlieffen. François Roth revient, toutefois, sur le rôle de Poincaré et affirme dans son livre Raymond Poincaré : « Rien n'autorise à accuser Poincaré d'avoir au cours de son ministère de 1912 mis le doigt dans l'engrenage fatal de la guerre ».
Lors du congrès des historiens de 1951, les historiens allemands et français partagent la thèse de Lloyd George selon laquelle aucun des gouvernements de l'époque n'avait voulu la guerre. La controverse Fischer a entraîné en France un examen critique de la politique du pays menée à partir de 1914. Georges-Henri Soutou a critiqué le fait que Fischer n'avait pas considéré les buts de guerre allemands en relation avec ceux des autres pays et les interactions qui en ont découlé. Soutou a relativisé l'importance du Septemberprogramm de Bethmann Hollweg sur lequel Fischer s'était appuyé pour étayer la thèse des plans hégémoniques allemands. Il a également analysé les buts de guerre économiques de la Première Guerre mondiale dans son ouvrage L'Or et le sang où il souligne l'importance des buts de guerre économiques français portés par le radicalisme de la petite et moyenne industrie.
Dans son livre La Grande Guerre des Français 1914-1918, Jean-Baptiste Duroselle dresse deux tableaux dans lesquels il oppose les accusations et les justifications en ce qui concerne la culpabilité franco-russe et la culpabilité austro-allemande, pour en arriver à la conclusion qu'il s'agit la plupart du temps « d'une question d'interprétation ».
Jean-Jacques Becker revient dans L'Année 1914 sur les événements qui ont conduit à la guerre et trace un tableau précis des relations entre les différents pays européens en présentant leurs différents hommes politiques, comme Guillaume II et Raymond Poincaré. La thèse selon laquelle l'Allemagne porte une responsabilité majeure reste d'actualité. S'y greffent toutefois d'autres aspects parfois porteurs de nuances comme la personnalité de l'empereur allemand ; la conscience des risques pris par l'Allemagne ; le rôle de la France, qui est décrite comme « incapable d'intervenir pendant une bonne partie de la crise »; et le rôle des alliances. On peut citer une phrase de Becker qui résume sa pensée : « Cette guerre européenne dont personne n'aurait pensé qu'elle pouvait sortir du drame de Sarajevo était là, résultat de grossières erreurs de calcul, mais aussi de la puissance des sentiments nationaux traduite par la fermeté des attitudes et encore davantage par la crainte de l'autre. La peur de la germanité devant le monde slave a finalement été décisive ».
Pour l'historien Henri Guillemin, la montée en puissance des socialistes et notamment l'arrivée de Joseph Caillaux au gouvernement, qui soutient la mise en place d'un impôt sur le revenu progressif, a fait basculer une partie des élites françaises dans le camp de la guerre. Il soutient notamment que la France a tenu une diplomatie secrète constant : utiliser la Russie comme détonateur de la guerre afin d'y entraîner les Anglais.

## Royaume-Uni

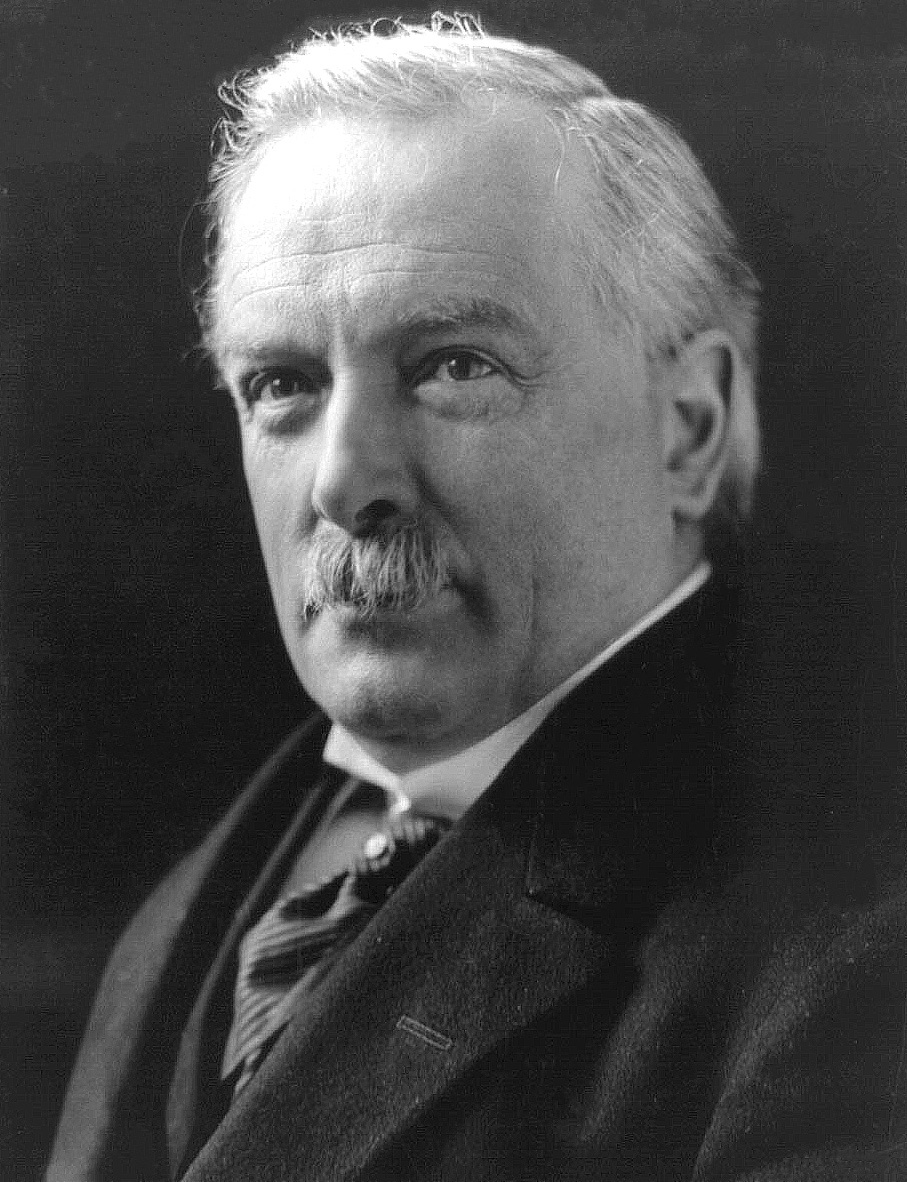
Lloyd George.

Au Royaume-Uni, le débat sur la responsabilité dans la guerre oscille jusqu'au milieu des années 1950 entre la constatation d'une faute incombant exclusivement à l'Allemagne et une faute incombant à toutes les puissances qui étaient impliquées dans la guerre.
En été 1914, les avis sur la responsabilité dans la guerre sont, d'une part, pacifistes et critiques envers le gouvernement et, d'autre part, fatalistes et teintées de darwinisme social. Après l'invasion de la Belgique, l'Allemagne apparaît comme la seule responsable de la guerre. C'est dans ce sens que Leonard T. Hobhouse plaide pour une solidarité nationale alors qu'il avait reproché quelque temps auparavant au gouvernement britannique de n'avoir pas fait assez pour éviter la guerre. Même des historiens d'Oxford reconnaissent cette responsabilité. William G. S. Adams, qui considérait la guerre comme un combat de la liberté contre le militarisme, essaie de prouver que l'Allemagne a sciemment risqué un « incendie » européen et forcé l'Angleterre à tenir ses obligations morales envers la France et la Belgique.
Tout comme l'Allemagne, la Grande-Bretagne publie ses documents diplomatiques, sous le titre de British Documents on the Origin of the War 1898–1914. L'entrée de l'Allemagne à la Société des Nations entraîne un revirement. Les historiens britanniques, comme Paul Kennedy, Michael Howard et Jonathan Steinberg, se mettent à étudier les aspects économiques, socio-historique et militaires de la guerre tout comme le rôle de l'Autriche-Hongrie. Dans Recent Revelations of European Diplomacy, John Gooch conteste le fait que quiconque ait voulu la guerre. William H. Dawson, qui considérait le militarisme allemand comme seule cause de la guerre, se met à pointer du doigt le système des alliances. Raymond Beazley écrit même en 1933 : « L'Allemagne n'avait pas planifié ni désiré la guerre et elle a déployé de sa propre initiative des efforts pour l'éviter, mais des efforts tardifs et mal organisés ». Dawson et Beazley reçoivent d'ailleurs une somme d'argent du Kriegsschuldreferat pour leurs articles disculpant l'Allemagne.
L'ancien premier ministre, David Lloyd George, a été l'un des principaux représentants de la thèse de l'apaisement (appeasement) selon laquelle aucun pays n'est responsable de la guerre. Dans ses Mémoires de guerre de 1934, il explique : « Les nations ont glissé dans la marmite bouillonnante de la guerre sans aucune trace d'inquiétude ou de consternation… Les nations ont fait machine arrière dans le précipice et non dans une guerre qu'elles ont voulu ; en tout cas pas dans ces proportions. ».
À partir du milieu des années 1930, la thèse prônant la faute exclusive de l'Allemagne prévaut à nouveau à cause de l'impact de la politique extérieure des nazis.
La plupart des historiens britanniques ont soutenu la thèse de Fischer même s'ils se sont également confronté de manière critique à la question de la responsabilité britannique dans la guerre. Dans la traduction de l'ouvrage de Fischer, James Joll commence ainsi : « Même si le travail de Fischer souligne le fait que les chefs allemands portent la plus grande responsabilité dans la Première Guerre mondiale, les historiens britanniques se voient obligés de considérer encore une fois la part du gouvernement britannique. ».

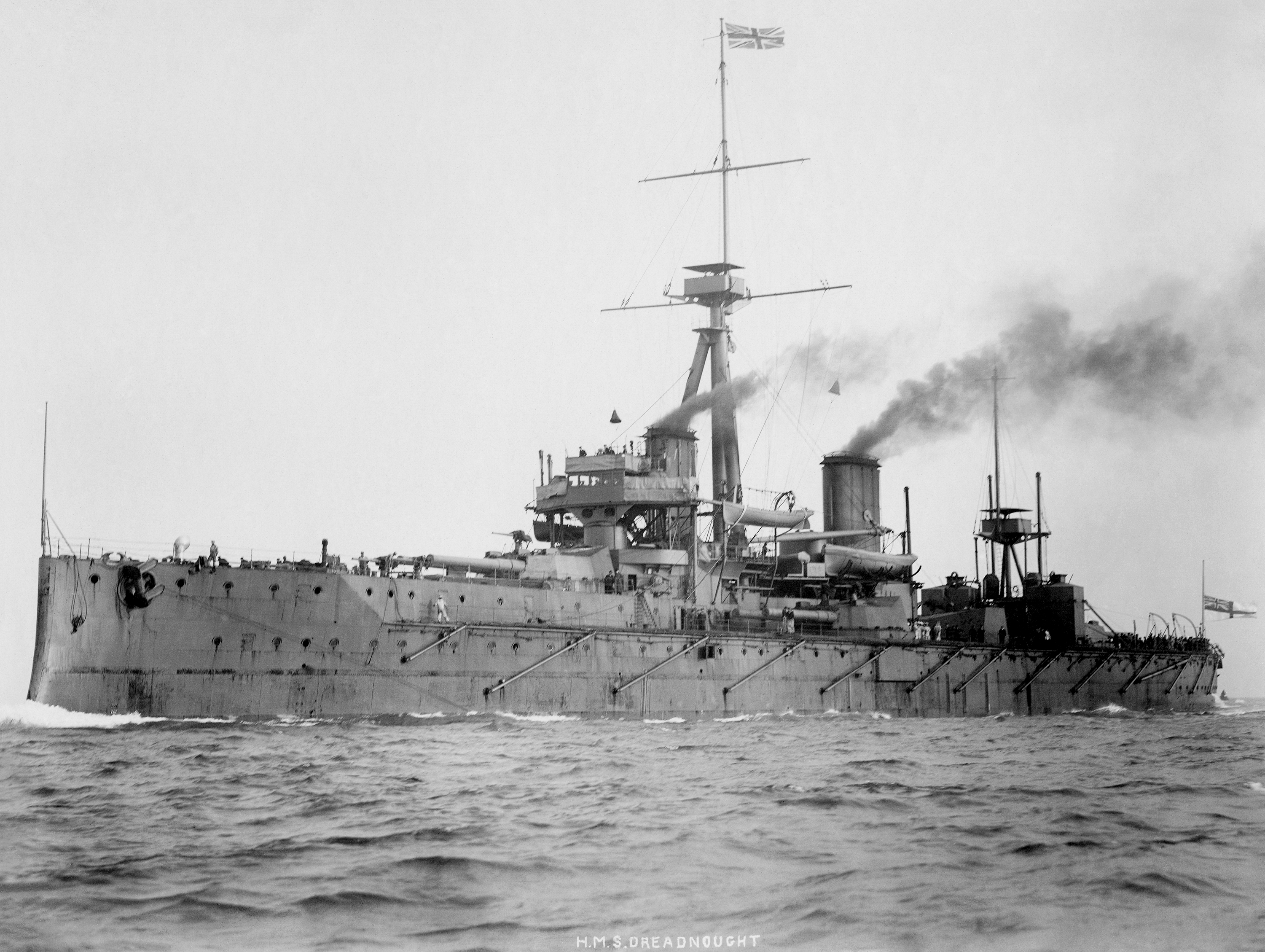
Le HMS Dreadnought construit en 1906.

En 1999, l'historien écossais Niall Ferguson publie The Pity of War. Selon lui, la guerre aurait pu être évitée grâce à la diplomatie européenne qui aurait géré la crise. C'est seulement l'entrée en guerre de la Grande-Bretagne qui a mené à l'escalade. La décision prise par la Grande-Bretagne en 1905 de construire de grands navires de guerre ; une réunion des généraux, des amiraux et du gouvernement en 1911 ; et la mauvaise disposition britannique à mener des négociations ont attisé la course aux armements navale. Dès que l'Allemagne ait cessé d'être le premier concurrent militaire et économique, la Grande-Bretagne a cherché à faire des alliances avec la France et la Russie. En Allemagne, ce louvoiement a tout d'abord fait naître l'illusion d'une neutralité britannique et a réveillé la peur de l'encerclement et ainsi renforcé les dispositions militaires allemandes. Selon Ferguson, la politique d'alliances de la Grande-Bretagne aurait forcé l'Allemagne à entrer en guerre, après la mobilisation russe. Ferguson, que certains historiens considèrent comme révisionniste, affirme que le militarisme, l'impérialisme et l'opposition coloniale entre l'Allemagne et la Grande-Bretagne n'ont eu que des rôles mineurs.
L'historien militaire John Keegan voit également les alliances comme l'automatisme fatal qui a conduit à la guerre : « La Première Guerre mondiale a été un conflit tragique et inutile. Il a été inutile parce que la suite d'événements qui ont conduit à son déclenchement aurait pu être empêchée pendant la crise qui a duré cinq semaines dont ont résulté les premiers affrontements armés. ». Tout comme Keith, M. Wilson et Michael Brock, il remet en cause la responsabilité exclusive de l'Allemagne dans le déclenchement de la guerre et souligne le rôle de l'opinion publique britannique et la politique menée par le Foreign Office.
Selon John Leslie, « les véritables responsables de la guerre n'est pas seulement Berlin comme Fritz Fischer et ses partisans l'ont toujours affirmé mais également Vienne ». Un groupe de « faucons », au sein du ministère des affaires étrangères autrichien, aurait déclenché la guerre.
L'historien militaire écossais Hew Strachan insiste sur la concurrence économique entre l'Allemagne et l'Angleterre, l'isolement politique allemand et l'impact fatal de la politique des alliances. Quant à Paul Schroeder, il pense que les craintes d'encerclement de l'Allemagne en 1914 étaient ancrées dans la réalité mais découlaient également de la volonté sociale et politique insuffisante des grandes puissances européennes à mener des réformes.

## Union soviétique et l'Allemagne de l'Est
L'historiographie soviétique s'appuie sur la théorie de Lénine sur l'impérialisme. Selon cette dernière, tous les pays capitalistes portent la responsabilité dans la guerre, ce qui a rendu presque impossible toute recherche indépendante sur les causes de la guerre. À partir du milieu des années 1920, les penseurs soviétiques essaient de laver le tsarisme de toute part de responsabilité, contrairement à ce qu'avaient fait l'Empire allemand et les historiens de la République de Weimar. L'Union soviétique publie des documents officiels, qui proviennent des archives tsaristes.
L'historien soviétique Igor Bestuschew affirme, contrairement à Fischer, que l'« analyse des faits montre au contraire que la politique de toutes les grandes puissances, y compris la Russie, a mené objectivement à la guerre. Les cercles régnants de toutes les grandes puissances portent sans exception la responsabilité dans la guerre malgré le fait que les gouvernements allemand et autrichien, qui ont déclenché la guerre, ont montré une plus grande activité parce que l'Allemagne était mieux préparée à une guerre et parce que la crise intérieure en Autriche s'envenimait et malgré le fait que la décision du déclenchement de la guerre a été en fin de compte pratiquement prise par l'Allemagne et l'Angleterre ».
Les intérêts économiques et banquiers ont, pour les historiens en Union soviétique et en Allemagne de l'Est, joué un grand rôle dans le déclenchement de la guerre. Reinhold Zilch critique en 1976 l'agressivité du président de la Reichsbank, Rudolf Havenstein, à la veille de la guerre, et Willibald Gutsche écrit qu'en 1914, les grands monopoles de la sidérurgie n'étaient pas les seuls à avoir une attitude belliqueuse, des représentants influents des grandes banques et d'autres monopoles ayant eu la même attitude. Des historiens, comme Immanuel Geiss, dont les recherches sont fondées sur l'histoire diplomatique, reconnaissent les intérêts et les structures économiques comme des facteurs ayant mené à la guerre.

## Champs de recherche actuels
Au début du XXIe siècle, des débats se poursuivent toujours sur les origines à long terme de la guerre. Ces thèmes-ci sont concernés principalement par ces débats :
- La question des marges de manœuvre politiques et des conséquences forcées de la politique d'armement et d'alliances d'avant-guerre. L'ancienne conception impérialiste est nuancée, mais la thèse d'une responsabilité collective de toutes les puissances hégémoniques européennes est conservée, sans toutefois atténuer l'initiative déterminante de l'Allemagne et de l'Autriche-Hongrie.
- Le rôle de la politique intérieure, des tensions sociales et des intérêts économiques dans l'escalade de la politique extérieure des États impliqués dans le conflit.
- Le rôle des mentalités des masses et des expériences de guerre en relation avec la propagande. Bruno Thoß aborde ce thème[169].
- Le rôle des intérêts économiques et des chefs militaires qui ont torpillé les négociations de paix et la désescalade.
- La question d'un éventuel Sonderweg allemand au XXe siècle.
- Les tendances à long terme qui font que la Première Guerre mondiale est considérée comme une condition, une préparation à la Seconde Guerre mondiale. Raymond Aron, par exemple, considère les deux conflits mondiaux comme la nouvelle Guerre de Trente Ans. Cette thèse est aussi récemment reprise par un auteur comme Enzo Traverso, dans son livre La Guerre civile européenne[170].

Anne Lipp a analysé comment les soldats, le commandement militaire et la propagande ont réagi aux terribles expériences du front. Des politiciens et des penseurs ont essayé de dissiper des doutes concernant le caractère défensif de la guerre en l'incorporant dans un cadre nationaliste agressif. Le Vaterländische Unterricht (littéralement « enseignement patriotique ») montrait des soldats du front héroïques pour permettre l'identification et effacer les peurs et les horreurs. Pour éviter les désertions, l'agitation contre une guerre d'agression ou les fraternisations entre soldats et civils, les soldats du front sont présentés comme des représentants exemplaires de la patrie. C'est ainsi qu'a été forgée une mentalité particulière, qui a permis par exemple l'installation de mythes glorifiant la guerre, comme celui de la Dolchstoßlegende.
En 2002, les historiens Friedrich Kießling et Holger Afflerbach insistent sur les chances de détente qui ont existé jusqu'à l'attentat de Sarajevo entre les puissances européennes et dont elles n'ont pas profité. Volker Berghahn soutient que les alliances et la formation des blocs sont à l'origine de la guerre et voit, tout comme Fischer, la course à l'armement naval et la course aux colonies comme des facteurs essentiels à la guerre déclenchée par toutes les grandes puissances européennes. Berghahn prend également en compte les conflits de minorités au sein de l'Empire austro-hongrois et le rôle des cercles de commandement allemand et autrichien, qui sont, pour lui, les principaux responsables de la guerre.
Georges-Henri Soutou et David Stevenson, de la London School of Economics, ont souligné lors d'un colloque réunissant des historiens d'Europe de l'Ouest en mai 2004 à l'occasion de l'exposition temporaire Der Weltkrieg. Ereignis und Erinnerung (La Guerre mondiale. Événement et souvenir) au Musée historique allemand que la politique d'équilibre qui avait été pratiquée en Europe depuis 1900 était arrivée à ses limites à l'été 1914. Le chauvinisme et le militarisme ont été poussés à un tel point dans les différents pays que la guerre est alors apparue comme une délivrance. Même si les gouvernants de Berlin et de Vienne auraient pu obtenir la paix, les chefs d'état-major voulaient la guerre et ont tout fait pour l'obtenir. En Allemagne, par exemple, l'armée n'était plus contrôlée par la sphère politique, contrairement à ce qu'il s'est passé en Angleterre, comme le souligne Annika Mombauer.
Vejas Gabriel Liulevicius a décrit les différences et les parallèles de la politique de population allemande dans les territoires de l'est, envahis au cours des deux guerres mondiales. Pour lui, l'occupation allemande pendant la Première Guerre mondiale n'est pas l'anticipation de la politique qu'appliquera Adolf Hitler par la suite, même si des parallèles peuvent être dressés.
D'autres aspects délaissés, qui ont contribué au déclenchement de la guerre, sont traités par d'autres historiens, comme Gerd Krumeich et Gundula Bavendamm, qui se sont confrontés à un phénomène jusqu'alors inconnu : celui de la peur collective de l'espionnage ennemi et du contre-espionnage qui y est lié. Alan Kramer a montré qu'environ 5 000 civils belges pris pour des combattants ont été exécutés lors de l'invasion de la Belgique en 1914. Les conférences de la Haye sont également mises en cause, et elles n'auraient pas empêché de manière efficace les conséquences du blocus maritime britannique, de la guerre sous-marine allemande ou les décès en masse de prisonniers de guerre dans les camps allemands et autrichiens.